# Александар II Николајевич
Александар II Николајевич (рус. Александр II Николаевич; Москва, 29. априла 1818 — Санкт Петербург, 13. марта 1881) био је руски император од 1855. до 1881. године. Након завршетка Кримског рата Александар II је започео са спровођењем друштвених и економских реформи, од којих су најважније биле реформа села (1861), реформа универзитета (1863), земљишна и судска реформа (1864), реформа цензуре (1865), реформа градова (1870) и војне реформе (1860−1870). Прва и најважнија по становништво и народ била је реформа села из 1861. године. 5. марта 1861. године царским манифестом је ослобођено око 23 милиона сељака. Од тада земљопоседници нису имали право да располажу са кметовима, да их кажњавају, ни пресељавају. Револуционарно - демократски и либерални кругови су критиковали ове реформе.
Током власти је преживео 6 покушаја атентата. Многе организације се нису слагале са његовом политиком. Међу њима се налазила и организација Народна воља, чији је комитет донео одлуку о убиству цара. После многих неуспелих покушаја 13. марта 1881. Александар II је убијен у бомбашком нападу који је извршио члан организације Народна воља, Пољак Игнације Хрињевицки, са ким је блиско сарађивала и Јеврејка Гесја Гелфман. Један од учесника атентата био је Николај Кибалчич.
Након смрти Александра II престо је наследио његов син Александар III Александрович (1881−1894). Био је кум краља Србије Александра Обреновића, кога је преко посредника крстио својим именом.

## Детињство
Александар је син Николаја I (1796—1855) из династије Романов и пруске принцезе Шарлоте (1798—1860) која је после преласка у православље носила име Александра Фјодоровна. Његово рођење донело је велико олакшање династији Романов, с обзиром на чињеницу да цар Александар I није имао деце, као ни његов млађи брат Константин Павлович, тадашњи наследник престола. Наиме, Закон о престолонаслеђу из 1797. године подразумевао је предају престола искључиво по мушкој линији. Самим тим, престо је, након смрти актуелног цара и престолонаследника требало да пређе у руке Александровом оцу, великом кнезу Николају Павловичу. Овај догађај Романови су примили са олакшањем, с обзиром на то да у царској породици није било принова читавих 20 година.
Познато је да је Николај I јако волео свог сина првенца, али и да га је од малих ногу васпитао спартански. Кнежевски пар је током два своја путовања у иностранство, предузета у циљу поправљања здравља кнегиње Александре Фјодоровне од септембра 1820. до августа 1821. године и у јесен 1824. године, сина остављао на старање баки. Тако је мали Александар све до своје шесте године био под патронатом "женског друштва". Након тога, његово васпитање је преузео Карл Карлович Мердер.

### Гувернаторство Мердера
На дужност васпитача великог кнеза Карл Карлович Мердер ступио је 6. јула 1824. године. Избор васпитача великог кнеза извршио је лично император и он се показао веома срећним, пошто је Мердер био врло добар познавалац деце. Са великим кнезом, провео је 10 година, скоро до своје смрти 1834. године. Својим главним животним циљем сматрао је служење великом кнезу коме је посветио сво своје време. Учествовао је у свим играма и школским задацима великог кнеза, не остављајући га без надзора ни дању, ни ноћу. Таква блискост са великим кнезом дала му је могућност да надзире његов морални развој и касније детаљно помогне његовом наставнику Жуковском. Мердер је био лични познаник великог кнеза Николаја Павловича и имао је велики и веома благотворан утицај на будућег цара.

### Наставник Василиј Андрејевич Жуковски
Василиј  Андрејевич Жуковски ступио је на дужност тада већ престолонаследника Александра 1826. године. Као и Мердер, имао је веома благородан утицај на васпитање будућег цара и потпуно поверење Николаја I. У јесен 1826. године Жуковски је направио план образовања престолонаследника под називом "План обуке", заснован на начелима познатог швајцарског педагога-демократе Песталоција, практично примењујући оно са чим се срео у иностранству.
По мишљењу Песталоција, у васпитању младог човека морају да учествују 3 фактора: 1) Личност васпитача и његов утицај на питомца својим примером и убеђењима, 2) Сам живот, тј. услови живота којима је васпитаник окружен, у борби са којима се развија самосталност и кали карактер и 3) Осећање човекољубља у васпитању, свест о свом дугу према људима и делатна љубав према њима. Водећи се тим начелима, Жуковски је поделио време и предмете бављења престолонаследника од његове осме до двадесете године.
Ради провере знања престолонаследника одређени су месечни и полугодишњи испити у присуству цара или царице. Представивши свој план Николају I, Жуковски је захтевао, уколико га цар прихвати, његово строго спровођење. Император је, делећи погледе Жуковског, прихватио план уз одређене измене (није одобравао учење латинског језика, читање у оригиналу класичних латинских аутора и "смешни пук").

## Младост (1834—1838)
Дана 17. априла 1834. године Александар је напунио 16 година, те је, у складу са својим статусом престолонаследника, сматран пунолетним, положивши две заклетве- једну на верност цару, другу на верност отаџбини. Тог дана Александар је, из личних средстава, дао по 50 000 рубаља сиротињи у Петербургу и Москви.
У вези са пунолеством свога сина, Николај I је одлучио да обнови састав престолонаследникових наставника. Увео је дужност "попечитеља престолонаследника" на коју је постављен кнез Ливен, бивши посланик Русије у Великој Британији. Уместо преминулог Мердера, положај престолонаследниковог васпитача заузео је генерал Кавелин, бивши директор Пажевског корпуса. Жуковски је сачувао је звање наставника, а појавили су се и нови предавачи.
Посебно велики значај по развој личности престолонаследника имала су предавања, која је од октобра 1835. почео да му држи чувени енциклопедиста и министар Александра I, Сперански, у својству професора права. Током годину и по дана, Сперански је с ватреном усрдношћу усађивао престолонаследнику поштовање према закону, тврдећи да је самодржавна власт потчињена општем моралу и да има своје границе.
За "истицање у служби", Николај I је на свој имендан 1836. године произвео престолонаследника у чин генерал-мајора, дарујући му дворско особље. Истовремено, цар је почео да уводи Александра у државне послове. Позивао га је у свој кабинет приликом подношења извештаја од стране министара, а такође и на заседања Сената. Понекад је питао сина за мишљење о неком одређеном проблему и са пажњом слушао његов одговор. Јуна 1835. године престолонаследник је постао и члан Синода.
У пролеће 1837. године завршио се основни део образовног програма Жуковског. У глобалу, наставник је био задовољан успесима свог ученика. Општи испит одржан у то време показао је заиста висок ниво спремности престолонаследника. Као допуна његовом образовању требало је да послуже путовања по Русији и Европи.

## Женидба
Дана 17. априла 1838. године Александар је напунио 20 година. Озбиљност његове заљубљености у у Олгу Калиновску принудила је његове родитеље да пожуре његову женидбу у нади да ће брачни живот смирити његов страсни, заљубљиви карактер.
Женидба наследника руског престола увек је била праћена великим потешкоћама. О браку са неком католичком принцезом, ћерком европског владара, није могло бити ни речи. Одрицање од католичке вере могло је да изазове велике, у то време нерешиве проблеме у њиховим земљама. Из тих разлога, женидба Романова католичком принцезом била је практично немогућа. С тога, није случајно што су се увек женили протестантским, у главном немачким принцезама, којима је прелазак у православље био неупоредиво лакши и безболнији.
Маршрута путовања престолонаследника састављена од стране Николаја I укључивала је скоро све земље Западне Европе, са изузетком Француске и земаља Пиринејског полуострва. У почетку се престолонаследник заједно са оцем обрео у Берлину и Стокхолму, да би затим по очевом налогу посетио Данску, Хановер, Баварију, Милано, Венецију, Фиренцу, Ватикан, Напуљ и друге земље. 13. марта 1839. године Александар је стигао у Дармштат, искључиво на инсистирање Кавелина. Ту се сусрео са надвојводом Лудвигом II и његовом породицом. Иако је боравак у Дармштату био веома досадан престолонаследнику, за њега је он био од животне важности пошто је ту упознао надвојводину млађу ћерку, петнаестогодишњу Марију, која је оставила посебан утисак на њега, што га је навело на мисао да се ожени њоме. О томе је Александар писмом обавестио родитеље. Међутим, није послушао савете Жуковског да се прави болестан, како би што дуже одложио одлазак из Дармштата.  По одласку из Дармштата, царев нови попечитељ, гроф Орлов, рапортирао је цару да је принцеза Марија оставила на престолонаследника веома јак утисак, али да је огорчен гласинама које су се шириле о њеним родитељима. Према речима историчара Всеволода Николајева, прави отац принцезе Марије био је Швајцарац француског порекла, барон Август-Лудвиг де Гранси, коњаник надвојводе Лудвига. Савременици су га описивали као необично лепог човека. Принцезина мајка била је принцеза Вилхелмина Баденска, сестре руске царице Елизавете, жене Александра I. Изгледа да њен брак са надвојводом није био срећан. За надвојводу се узела 16 година и, наравно, не из љубави. Имали су два сина, а касније се родила и Марија. Иако Александар и његов отац нису обраћали пажњу на ту чињеницу, с обзиром на чињеницу да је принцеза носила надвојводину презиме, царица Александра дуго није давала пристанак на синовљев брак, што је огорчило Александра.
Александровим одласком у Велику Британију настали су нови проблеми. Британска краљица Викторија имала је тада 20 година и још увек је била неудата. Њен сусрет с престолонаследником догодио се 4. маја 1839. године и Александар јој се веома допао. Након прва два сусрета двоје младих људи страсно су се заљубили једно у друго. У знак сећања на те дане, Александар је Викторији поклонио пса овчара по имену Казбек, који је остао њен љубимац чак и након њене удаје за свог рођака, Алберта од Саксон-Кобурга и Готе 10. фебруара 1840. године. Александар је напустио Британију 29. маја, што је Викторији врло тешко пало. На самом почетку, Александар је схватио да је брак између њега и Викторије немогућ, услед чињенице да је била она била краљица супарничке земље. Николај I је пожуривао сина са избором невесте- било му је 20 година и времена за чекање више није било. Чланови Александрове свите свим силама су га убеђивали да одмах изврши очеву заповест. Тада је Александар одлучио да се ожени дармштатском принцезом Маријом, која му је од свих кандидаткиња била најмање привлачна.
За време трајања преговора између руског и дармштатског двора, Александар се вратио Олги Калиновској, што је изазвало велико огорчење његових родитеља. Александар се није предавао и чак је размишљао да се одрекне престолонаслеђа у корист свог брата Константина. Забринут "слабошћу" свог сина, Николај I је одлучио да Калиновску уда за удовца своје покојне сестре, богатог пољског велепоседника Иринеја Ожинског. Након тога, Александар је прекинуо своју везу са Калиновском. Касније је њен најстарији син тврдио да је Александар његов отац, за шта још увек нема доказа. Александар се колебао још неко време, али је на крају подлегао жестоком притиску родитеља. Принцеза Марија је 5. децембра 1840. године прешла у православну веру, добивши име Марија Александровна, а свадба се одиграла 16. априла 1841. године, дан пре Александровог двадесет и трећег рођендана. Марија је тада имала 17 година и са великим интересовањем је учила руски језик и руску историју.

## Државна и војна делатност престолонаследника
Након Александровог пунолетства, отац га је из године у годину све више увлачио у државне послове. На дан његове свадбе Александар је постао члан Државног савета, а две године касније постао је члан Савета министара, Финансијског и Кавкаског комитета и других високих владиних институција. Увиђајући способност сина, Николај I се није бојао да му да реалну власт. 1842. године, одлазећи на месец дана у инспекцију јужне и западне Русије, први пут је поверио Александру да обавља текуће државне послове уместо њега, што ће у наредним годинама постати правило. За ту делатност цар је наградио сина орденом Владимира I степена.
У другој половини 40-их година и почетком 50-их, престолонаследнику је дозвољено да се бави практичном владином политиком. Постао је председавајући посебним комитетима, који су се бавили најважнијим текућим државног живота, на пример Комитета за иградњу Николајевске железнице, Комитета по питању заузимања ушћа Амура од стране Муравјева, Тајних комитета из 1846. и 1848. године у вези са сељачким питањем. Последња два комитета радила су на постепеном укидању кметства. Међутим, до радикалних корака није дошло.
Заједно са цивилним, Александар се истовремено бавио и војним питањима, која су му одузимала велики део времена. 1843. године Александар је именован за царевог генерал-ађутанта, а 1844. године је постављен за команданта све гардијске пешадије. На тој дужности, Александар је посветио много времена војним вежбама и побољшању војничког живота. На његов захтев, одобрена су средства за побољшање исхране војника. Уместо претходне куповине робе од добављача по фиксној цени, наређено је да се роба купује на тржишту по слободној цени. Уведена је строга евиденција трошења новца и престолонаследник је сваког месеца лично сваког месеца прегледао извештаје.
Револуционарна 1848. година је у Русији прошла мирно, ако изузмемо страшну епидемију азијске холере која је харала Санкт Петербургом. Посебно је захватила војску, смештену у престоници и њеној околини. Све посебне мере у вези са борбом против епидемије и успостављање карантина спроводио је Александар.Када се у априлу 1849. године аустријски цар Франц Јозеф обратио Русији за помоћ против мађарских револуционара, Александар је, након покрета руске војске, цело лето провео са оцем у Варшави, одакле је Николај I организовао прелазак преко Карпата. Боравак у Варшави трајао је све до мађарске капитулације под Вилагошем, 13. авуста 1849. године. Дан након тога Александар је, по очевом налогу, отишао у Беч да честита Францу Јозефу победу над револуцијом. Међутим, прави разлог престолонаследникове посете била је молба руског цара за помиловање мађарских генерала, који су се предали руским војницима. Аустријски цар је с поштовањем примио Александра и помиловао генерала Гергеју.
Лета исте године, Александар је доживео први тежак ударац судбине- од последица оспи преминула му је ћерка Александра, коју је много волео. Након смрти великог кнеза Михаила Павловича 1849. године, Александар је, по царевом налогу, преузео дужност главног начелника свих војних училишта. У пролеће 1850. године Александар је пратио оца на путовању по Русији ради смотре утврђења и војске распоређених у Царству Пољском и Западном крају. У лето исте године био је на челу распоређивања у касарне петроградских кадета и гарде у Красном селу, У јесен је посетио кадетске корпусе у Полоцку, Бресту и Полтави, организујући смотре војске у Луцку и Јелисаветграду, а посетио је и Кавказ и Закавказје, што је изазвало велико одушевљење, посебно Грузина.
Важно је истаћи да је на пропутавању Кавказа Александар показао велику личну храброст, учествујућу у једном боју са Чеченима, Он се одиграо 26. октобра 1850. године, када је Александар ишао из Воздвиженске тврђаве у Ачхај, у пратњи намесника Кавказа кнеза Воронцова и у пратњи пешадијског одреда, неколико стотина козака с артиљеријом, локалном милицијом и масом Чеченаца-цивила. Као и обично, Александар је ишао на челу колоне с претходницом. Између река Рошња и Валериком приметио је групу непријатеља под Црним планинама и одмах је јурнуо на њу, повлачећи са собом своју свиту, неколико козака и домородаца. Чеченци који су пуцали у њега, почели су да беже, али су били нападнути од стране козака и Чеченаца- цивила. Након што је обавештен о том догађају, Николај I је наградио Александра орденом Св. Георгија IV степена.
Почетком 1852. године Александар је, по очевој жељи, предузео низ путовања по Русији ради ревизије административних и војних институција. У новембру исте године, Александар је именован за главнокомандујућег гардијским и гренадерским корпусима. У периоду 1853-1855. године делио са оцем бриге и послове у вези за одбраном земље, као и учвршћивањем и усавршавањем њене оружане силе.

## Почетак владавине

### Наставак Кримског рата
Александар II ступио је на престо 19. фебруара 1855. године, дан након очеве смрти. Тог дана се у Санкт Петербургу срушило велико звоно Ивана Великог и убило двоје људи, што је протумачено као лош знак. Нови цар наставио је очеву политику, преузевши власт у сред рата, у време великог растројства и несреће. Међутим, то није поколебало његову жељу да доведе Русију на "највиши степен њене моћи и славе", како је навео у Манифесту о ступању на престо 18. фебруара. За постизање тог циља, било је потребно завршити рат који је до крајности исцрпео финансијска, као и војна средства државе.
Русија је преживљавала тешке тренутке. Севастопољ се снажно супротстављао удруженим силама Енглеза и Француза. Његов гарнизон се бранио јуначки, сваког дана трпећи велике губитке. Појачања су долазила полако и у малим количинама услед потребе Русије да држи велику војску на својој западној граници, за случај рата с Аустро-Угарском. Аустријанци су још у време Николаја I угрожавали позадину Дунавске армије, због чега је морала да престане с опсадом Силистрије и да се повуче, очистивши Влашку и Молдавију, чију је територију одмах заузела аустријска војска. Но, чак ни тада војску није било могуће пребацити на Крим, услед склапања савеза између Аустрије са једне и Британије и Француске са друге стране и аустријске претње ратом, уколико Русија не пожури са закључењем мира са потоње две силе уз услове које су они поставили.
Пруска је, такође почела да стаје на страну држава Кримске коалиције, а примеру Сардиније, која је ушла у рат, спремале су се да следују Шведска и Шпанија. На тај начин, против Русије, која се ослањала на сопствене снаге, нашла се читава Европа. На граници према Аустрији Русија је морала да држи у приправности појачани корпус и читаву армију у Пољској. Наравно, требало је утврдити и Закавказје где се на пролеће могао очекивати нови продор Турака. Обалу Балтичког мора, такође је чувао специјални корпус, док су обале Белог мора и Тихог океана биле незаштићене.
Упркос тешкој ситуацији, Александар није клонуо духом. Било му је савршено јасно да би наставак рата био за Русију неиздржив, али је истовремено желео да закључи мир у складу са интересима и чашћу своје земље. Ако такав мир није било могуће закључити, био је спреман да се с непријатељима бори до последњег. О својим намерама је директно обавестио дипломатске представнике страних земаља 20. фебруара 1855. године, а затим је, истога дана, то поновио на пријему петербуршком племству, говорећи им притом о тежини положаја у коме се земља налази.
Желећи да учврсти управљање армијом и флотом, Александар је у фебруару 1855. године спровео низ нових именовања. Уместо кнеза Меншикова, за главнокомандујућег Кримске армије поставио је кнеза М.Д. Горчакова, а за главнокомандујућег Јужне армије генерала Лидерса. Велики кнез Константин Николајевич именован је за начелника флоте и министарства морнарице. Такође, издао је неколико наређења у вези о саставу добровољачких одреда, чија је мобилизација првог, другог и трећег позива дала 358 126 ратника. Осим тога, три додатне регрутације поставиле су под оружје 372 055 регрута. Призивом добровољаца војни потенцијал Русије напрегнут је до крајњих граница. Поред тога, народ је подносио још добровољних жртви. Само новчаних износа на војне потребе пристигло је до 6,3 милиона рубаља, од чега је 3 милиона рубаља отишло на добровољце. Велики део прилога стигло је из великоруских губернија.
Дана 15. марта 1855. године на Бечкој конференцији почели су преговори о миру, који су се завршили без резултата, услед неслагања око питања ревизије трактата о мореузима 4. јуна 1855. године.

### Последње борбе за Севастопољ
Војна дејства у Севастопољу су се наставила. Савезничка војска се повећала на 120 000 војника (80 000 Француза, 15 000 Енглеза и 25 000 Турака). Непријатељ је користио тешку артиљерију, чија је количина стално расла. 7. марта је приликом опсаде Камчатског утврђења погинуо шеф одбране Малаховог кургана контра-адмирал Владимир Иванович Истомин.
Дана 8. марта Горчаков је стигао у Севастопољ. Браниоци Севастопоља пружали су жесток отпор, наносећи противнику изненадне ударце храбрим излетима и дрским ноћним претрагама. Пре свих и без наређења више команде са излетањима су почели козаци. Обично су у томе учествовали одреди од 100 до 200 људи, а у посебним случајевима учествовали и читави пукови. Таква дејства су наносила противнику велику штету, сметајући његовим опсадним радњама, приморавајући га да се стално налази у стању напетости, које га је изнуривало. Одбијајући нападе противника, житељи Севастопоља су неуморно водили и подземни, мински рат. Током читаве одбране града руски инжењери су ископали 7000 метара подземних ходника и извели 94 експлозије. Подземним ратом руководили су пуковник Тотлебен, ученик легендарног генерала Шиљдера, као и капетан А.В. Мељников. Потоњи скоро пола година није изашао на површину земље.
Дана 9. априла савезници су започели десетодневно, друго по реду бомбардовање Севастопоља. За 10 дана, Руси су имали 6130 војника избачених из строја. Јуначки отпор руских војника принудио је савезника да одложе јуриш, услед процене да би он у датом тренутку донео велике губитке. У вези са тим, дошло је до смене у савезничком табору када је тадашњег командујућег Канробера заменио генерал Пелисје, присталица активнијих дејстава. 24. маја француски корпус од 16 000 војника се искрцао у Керчу са задатком да исече руске комуникације са стране Азовског мора. Савезнички војни бродови опустошили су азовску обалу, но након одбијања десанта под Арбатом, Геническом и Таганрогом морали су да се повуку. У мају је противник предузео треће бомбардовање Севастопоља и руски војници су потиснути из предњих шанчева.
У лето 1855. године наступила је одлучујућа фаза битке за Севастопољ. Савезници су сконцетрисали на Криму више од 170 000 војника, којима се супростављало око 46 000 руских војника у Севастопољу и још 64 000 руских војника у различитим деловима Крима. Предност савезника у у транспорту и тешкој артиљерији била је веома приметна. По цену великих губитака Французи су крајем маја успели да поврате узвишице пред Малаховим курганом, које је руска војска успела да поврати за време фебруарских излета. Опијени тим успехом Пелисје, Раглан и Омер-паша су 18. јуна, на четрдесетогодишњицу битке код Ватерлоа, предузели први општи јуриш Севастопоља. Пре јуриша, опсадне јединице предузеле су 36-очасовно, четврто по реду бомбардовање Севастопоља. Око 15 000 Енглеза напало је Трећи бастион, који се налазио преко пута Малаховог кургана. Генерал Хруљев учинио је све да заустави нападаче. До 7 сати ујутру, јуриш је заустављен, уз велике жртве. Руси су изгубили 132 официра и 4792 војника. Губици савезника износили су преко 7000, укључујући генерале Мејрана, Бруна и Кембела. Неуспех јуриша западни посматрачи доживели су као озбиљан пораз англо-француских војски. Међутим, непријатељ је, упркос поразу, са још већом жестином наставио са опсадом и бомбардовањем града.
Почетком јула, браниоце Севастопоља затекла је велика трагедија. 10. јула смртно је рањен адмирал Нахимов, херој битака код Наварина, Синопа и опсаде Севастопоља. Од последица рањавања преминуо је 12. јула 1855. године. Вест о његовој смрти становништво Севастопоља примило је веома тешко.
Током јула 1855. године под Севастопољ су пребачене 4 пешадијске дивизије и дружине курских добровољаца. Стално је расла моћ савезничке артиљерије, због које је севастопољски гарнизон сваког дана губио до 2000 људи. Покушавајући да олакша положај града, Горчаков је 16. августа напао непријатељске позиције на Црној речици. Од 67 000 војника при 312 топова, Горчаков је у бој извео само 31 000 војника и 132 топа. Савезничка војска на овом положају бројала је 40 000 војника при 120 топова. Лоше припремљена и неорганизована офанзива под окриљем јутарње магле доживела је крах. Након победе у тој бици, Пелисје и генерал Симпсон, заменивши 16. јула преминулог Реглана, започели су пето бомбардовање Севастопоља. Британци су од Балаклаве до својих положаја спровели железничку линију, што је омогућило савезницима да непрекидно превозе муницију и појачање интензитета бомбардовања. Губици бранилаца Севастопоља достигли су 2000-3000 људи дневно. Видевши да даља одбрана града нема перспективу, Горчаков је наредио да се припреми евакуација града. У зору 5. септембра савезници су започели шесто бомбардовање Севастопоља које је трајало три дана и које је, по интензитету, превазишло сва претходна бомбардовања. Тада су под Севастопољем сконцетрисали преко 800 тешких топовњача (до 150 топова на 1 километар фронта, што је одговарало нормама Првог светског рата).
Дана 8. септембра противник је неколико пута прекидао бомбардовање, а затим га поново отпочињао, што је држало браниоце града под сталним притиском. На крају, у сред дана, бомбардовање је престало и 62 000 савезничких војника је кренуло у одлучујући јуриш на Севастопољ. Њима се супротставило око 49 000 руских војника. Посебно жестоке борбе водиле су се за Малахов курган. Иако је руска војска 6 пута успела да одбије напад непријатеља, Мак Махон је успео да завлада Малаховим курганом. Победивши на свим осталим градским пунктовима, руски војници су очајнички покушавали да поврате Малахов курган. Руски губици износили су 12 913 људи. Французи су изгубили 7561, Британци 2440, а Сардинци 40 војника. До краја дана Горчаков је очистио јужни део града и у ноћ 9. септембра успео је да пребаци војску на северни део Севастопољског залива. Зграде, утврђења и складишта барута на јужној страни града су спаљени или уништени. Потопљени су и последњи бродови Црноморске флоте.
На тај начин, након 11 месеци, завршила се опсада Севастопоља. Без обзира на изузетно тешке услове, недостатак људства, муниције, хране, транспортних средстава, слабу организацију медицинске помоћи, севастопољски гарнизон успео је да издржи против огромне војске 349 дана, избацивши из строја 73 000 непријатељских војника, не рачунајући болесне и преминуле од последица болести. Руска војска изгубила је око 102 000 људи.
Наполеон III је маштао о крупном прекрајању руских граница и о изменама европског поретка које би му омогућиле да припоји леву обалу Рајне. Његови планови укључивали су обнову Пољске, Черкезије, повратак Финске Шведској, али и почетак цепања Аустрије- издвајање из ње независне Мађарске, замена Ломбардије и Венеције за Дунавске кнежевине и још тога. Амбиције императора нису се поклапале са његовим могућностима. Режим, настао као резултат преврата, није могао себи да дозволи превише дуг и тежак рат. Расположење француског друштва искључивало је могућност даље активне сарадње Француске и Британије и влада није могла да на то не узме у обзир. У јесен 1855. године. Наполеон III је у разговорима са страним дипломатама почео да говори о одвратности које у њему изазива неизбежна суровост рата. Не одричући се својих планова, почео је да размишља о могућности њиховог макар и делимичног остварења путем преговора на мировном конгресу, који би обавезно морао да се састане у Паризу и уништи систем настао у Бечу 1815. године. Међутим, рат се настављао. Достигнућа савезника унеколико су неутралисана дешавањима на Закавказју и у Малој Азији.

### Рат на Кавказу
У пролеће 1855. године генерал Муравјев је прешао у офанзиву. У лето исте године, руска војска је блокирала Карс, који је имао изузетно важан значај за становнике Мале Азије, имајући улогу симбола читавог региона. У почетку дејства руске војске на том делу ратишта нису много бринули савезничку команду. Правилна опсада те тврђаве захтевала је успостављање линије дуге 50 врста, за шта Муравјев није имао довољно људства. Линија одбране се знатно продужила у односу на 1828. годину. Противник је научио лекцију из Пашкевичевих јуриша и није штедео средства на утврђивање узвишица ван зидина старе тврђаве. Савезници су планирали удар на Тифлис од стране турске војске из Абхазије и окруживање руске војске у Малој Азији. Планирано је да се у рејону Тифлиса изврши обједињавање са горским добровољцима и потискивање Руса из Мале Азије. Блокада Карса текла је успешно, покушају каравана са храном да се пробију до тврђаве сасецани су, некад чак и под самим зидинама тврђаве, која је имала залихе хране за 40 дана и чији је гарнизон бројао 13 221 војника.
По успостављању блокаде и појаве назнака хладноће, у тврђави су почели епидемија и дезертерство. Већ средином августа из града су у руски логор свакодневно бежали како војници, тако и башибозлуци и цивили. Покушај пробоја у Ерзурум од стране 2500 турских војника, завршио се потпуним неуспехом. Већ у септембру од последица глади падало је на стотине турских коња, а број избеглица растао је из дана у дан. Главнокомандујући тврђавом, британски пуковник Вилијамс, одржавао је дисциплину унутар тврђаве строгим казненим мерама и ширењем вести о скорој помоћи. Између осталог, забранио је турским војницима да секу главе заробљеницима, што их је веома изненадило. Међутим, та забрана је замењена докрајчивањем рањених и услед своје суровости Турци нису изазивали симпатије британских команданата. Постепено, нада је почела да напушта браниоце Карса. Гладовању се убрзо придружила и хладноћа. Већ у септембру почело је захлађење, што је утицало и на логор нападача. У руској војсци су се појавили први знаци колере. Како би онемогућио поправљање ситуације у корист бранилаца Карса, Муравјев је наредио да предстраже задржавају избегле и након испитивања да их врате назад. Изузетак се правио једино када су у питању хришћани, које су слали у руски логор.
Према турским плановима, помоћ опсађенима је требало да стигне из Аџарије. 14. септембра је у Батум стигао Омер-паша Латас са 8000 људи. Бројност одреда ускоро се повећала до 25 000. Велике наде турска команда је полагала на Абхазију. Њен кнез М.Г. Шервахидзе видевши колико су Турци ојачали, ипак није изгубио веру у руске снаге. С обзиром на то да је био веома опрезан човек, чинио је све што је могао како би седео на две столице. Међутим, Турци нису успели да остваре оно што су замислили. Черкеска племена одбијала су да се потчине Турцима, а камо ли Британцима и Французима. Више успеха имали су британски официри, који су веома активно радили у позадини опсађеног Карса, под Ерзурумом. Њима је чак било дозвољено да обећају локалним хришћанима да ће у будућности бити равноправни у правима са Турцима. Другог начина за ефикасно организовање радова на изградњи утврђења није било.
Вест о искрцавању Омер-паше стигла је у Карс готово истовремено с вешћу о паду Севастопоља. Гарнизон тврђаве је ликовао и његово морално стање се прилично побољшало. Те новости утицале су на одлуку Муравјева да се одрекне првобитног плана да присили тврђаву на предају путем опсаде. Плашећи се опасности из позадине и желећи да поправи утисак које су изазвале вести о савезничким успесима на Криму, Муравјев је решио да убрза ток догађаја, при чему је морао да узме у обзир и колебања Техерана. У руски логор под Карсом стигле су вести о искрцавању Енглеза у Персијском заливу. Осим тога, на његову одлуку утицала је и чињеница да су сви генерали, команданти пукова и батерија, као и војска, желели да се крене у јуриш тврђаве. Одлука о томе донета је 27. септембра.
Дана 29. септембра 1855. године почео је јуриш. У почетку напад се успешно развијао, руска артиљерија је одлично деловала и освојена је прва линија утврђења противника. Успех јуриша зависио је од ефекта изненађења. Међутим, Вилијамс је држао гарнизон у стању сталне бојне готовости, већи део његове пешадије налазио се на положајима, што је несумњиво помогло Турцима да одрже одбрану. Посебно ефикасно деловали су турски артиљеристи и њихово ватрено оружје. Руска војска је ишла напред, не водећи рачуна о губицима, што се одразило на резултат напада. Турски гарнизон је одбио руски јуриш, уз велике губитке. Убијено је 74, а рањено и контузовано 174 официра и 4 генерала. Број обичних војника који су изгубили живот износио је 2278, а рањених и контузованих било је 4784, док је њих 164 нестало без трага. Из строја је избачена готово половина армије. Укупни губици противника нису прелазили 2000 људи. Међутим, руска војска је пред јуриш у свом логору успоставила покретну болницу, што је битно олакшало катастрофалну ситуацију после напада. Кроз неколико дана рањене су почели да евакуишу у Александропољ. Захваљујући веома пажљивом и брижном односу према рањеницима, руска војска је успела да избегне велике санитарне губитке.
Кључни допринос одбрани Карса дао је пуковник Вилијамс, који је, у знак захвалности, унапређен од стране султана у чин дивизијског генерала, што је изазвало ликовање у Цариграду, Паризу и Лондону. На руску армију, неуспешан јуриш произвео је најтежи могући утисак. Вилијамс је био уверен да ће Муравјев неизоставно морати да се повуче и да ће се његово повлачење завршити поразом приликом сусрета са војском Омер-паше. Међутим, Турци су, иако одушевљени привременим успехом, брзо пали у очајање када су видели упорност са којом је настављена блокада. На резерве хране више нису могли да рачунају. Муравјев је схватио своју грешку и био је чврсто решен да је исправи и доведе опсаду тврђаве до краја. Он је одмах поправио снабдевање војске и повлачење рањеника, што је добро утицало на морал војника. У пустињској области, лишеној ма каквих шумских површина, никао је град са топлим дрвеним касарнама и коњушницама, а војници су добили зимску униформу и вунене капуте. Ово се показало као врло правовремена одлука јер је провођење зиме у шаторима већ било немогуће. Као резултат Муравјевљевих мера, значајно је смањен број оболелих, а колера је сасвим нестала.
Блокада Карса је поново успостављена. У граду је недостајало свега, између осталог и дрва за огрев. Читав кварт дрвених кућа је расформиран, но ни те залихе нису дуго трајале. Услед смањења војничких следовања у храни драстично се повећала смртност од глади и хладноће. Вилијамс је отпустио тешко рањене руске заробљенике, што је оставило веома јак утисак на Турке. Међутим, то није спасло гарнизон, који је сваке ноћи имао по неколико десетина дезертера. Одбегле војнике Руси су слали у логор за војне заробљенике, добровољце су пуштали кућама, а цивиле су хранили и враћали назад ради доказивања тога да се они неће светити незаштићеним људима, како су тврдили официри из Вилијамсовог штаба, што је додатно повећало број избеглих.
Почетком октобра, Турци су покушали да деблокирају Карс из Трапезунта, где се искрцао њихов корпус од 12 000 војника. Међутим, руска војска је зауставила њихово кретање према тврђави. Добивши вести о неуспелом јуришу, Омер-паша је отпочео напад на Кутаис. Турски главнокомандујући није журио. Његова војска од 20 000 људи и 37 тиоива сукобила се са Гуријским одредом кнеза Багратиона-Мухранског, који је, заједно са добровољцима, бројао 9000 људи и 28 топова, при чему снаге његове снаге нису биле сконцентрисане на једном правцу. У тим условима, Багратион-Мухрански је желео да избегне одлучујућу битку, не дајући иницијативу противнику. По његовом наређењу, систематски су се уништавали путеви и мостови, утврђивала су се села и у шумама успостављале блокаде. Турци су поново почели да зову имама Шамила на деловање. Султан му је обећао да ће му после заузимања Тифлиса предати владавину над Закавказјем. Омер-паша је дошао у Сухум, где је покушао да придобије Абхасце и њихове старешине. По његовом наређењу, Турци су за све производе плаћали новцем. Омер-паша је брзо прешао на дела, започевши напад на Тифлис (тада престоницу кавкаског намесника). 25. октобра 1855. године дошло је до битке на реци Ингури, где је турску војску од скоро 20 000 војника, наоружаних најбољим ватреним оружјем, задржао руски одред од 2000 војника. Битка је била веома жестока. Кнез Багратион-Мухрански је у последњем тренутку лично повео козаке у контранапад, што је приморало Турке да зауставе напад- помислили су да је Русима стигло појачање.
Кнез Багратион-Мухрански није имао поверења у добровољце, чији се велики део разбежао након битке. Сматрао је да је боље да се повуче. 7. новембра Турци су заузели Зугдиди, престоницу Мингрелије. Међутим, нису наишли на очекивано радостан дочек. Удовица кнегиња Јекатерина Дадиани, била је жена јаке воље. Из тих разлога, напад на Тифлис се показао много тежим јер није дошло до лаког удара по огољеном крилу Кавкаске армије. Своју улогу одиграли су и велики губици под реком Ингури. 25. новембра, тачно месец дана након битке, турска офанзива је заустављена. Турски успех на реци Ингури оставио је веома јак утисак у Мингрелији. Људи су масовно бежали пред њиховом војском. Омер-паша је покушао да успостави ред у Зугдидију. Забранио је пљачкање, а црква у граду је стављена под заштиту. Упркос томе, неколико стотина добровољаца-башибозлука из Абхазије је почело да врши масакр над сељацима и отима децу, коју су слали ради продаје у Сухум. У Имеретију је, такође, дошло до панике.
Ради појачања Гуријског одреда, Муравјев је послао Багратион-Мухранскому све слободне снаге и објавио мобилизацију добровољаца. Колебање становништва Мингрелије је преброђено када су на челу добровољаца видели своју кнегињу и њену децу. У шумовитим планинама, мингрелијски добровољци су пружили турцима веома жесток отпор. Предлоге савезника о независној Мингрелији кнегиња је игнорисала, при чему није била одушевљена дејствима Багратиона-Мухранског у вези са уништавањем путева ради онемогућавања кретања Турака. Гуријци и Имеретинци су били веома чврсти када је у питању оданост Русији. Становништво Грузије се латило оружја и, такође, помагало Русима. Што се тиче Черкеза, они су послали Омер-паши свега 11 војника и то је било све. Турци су били принуђени да се зауставе. Лоши путеви, киша, блато, епидемије грознице и тифуса искључивале су могућност брзог кретања Турака. Из истих разлога, у њихово брзо кретање није веровао ни Муравјев. Сам пут који је изабрао Омер-паша уверио је генерала да Турци покушавају да га одвуку од опсаде обичном демонстрацијом. Локални услови су, такође, искључивали могућност стварања реалне претње Тифлису. Услед свега тога, Муравјев је продужио опсаду.
Омер-паша се зауставио на 25 врста од Кутаиса, где се скупило око 28 000 руских војника кнеза Багратиона-Мухранског, што је било сасвим довољно за заустављање Турака. Међутим, Омер-паша није журио. Лази, војници из Сирије и Анадолије покушавали су да се извуку из тврђаве и оду кући. 15. новембра тврђава је капитулирала. Пре предаје Турци су почели да уништавају своје залихе муниције пуцајући у празно. Падом Карса нестали су остаци Анадолске армије, која је у јуну бројала до 30 000 војника. Предало се 8677 војника, 6500 редифа и добровољаца пуштено је кућама, 8500 је погинуло за време опсаде, 2000 је пребегло Русима, 2000 се налазило у болницама и само 3000 је успело да допре до Ерзурума. Официрима је, на огромну радост Вилијамса, враћено њихово лично наоружање. Према заробљеницима руска војска се опходила веома пажљиво. За начелника Карске области постављен је пуковник Лорис-Меликов, чији је главни задатак био да помогне гладнима и организује снабдевање града храном, што у том тренутку није било нимало лако. На пијацама је царила скупоћа, а снежна зима је онемогућавала сређивање снабдевања. Такође, било је много жалби Турака и Јермена на рачун Курда и Карапаха. Било је неопходно поново успоставити ред.
Заузимање Карса и уништење Анадолске армије нису били једини успеси Муравјева. 25. новембра турски главнокомандујући је изненада променио план деловања. Артиљерија, са изузетком брдске, понтонски парк и сва тешка опрема у највећој журби послати су назад, за Техур, где су, са искључењем позадине, кренуле и главне турске снаге. Неуспешни напад, журно повлачење кроз једва проходно блато, довели су до крајњег растројства сва превозна средства турске војске. Људи су услед недостатка хране, топле одеће и обуће били потпуно исцрпљени. Разлог таквог понашања Омер-паше била је вест о предаји Карса. По речима Муравјева, сада Карс више није зависио од Омер-паше, већ Омер-паша од Карса. У тврђави је остављен невелики руски гарнизон, док је основни део војске одведен у зимски логор. Ускоро, Турци су се повукли до обале Црног мора. За њима се дала у потеру малобројна руска коњица. Пад Карса представљао је озбиљан савезнички пораз, који је краљица Викторија окарактерисала као "праву срамоту".

### Завршетак рата и његове последице
Савезнички неуспеси на војном плану надокнађени су политичким успесима. 21. новембра 1855. године дошло је до потписивања одбрамбеног савеза између Шведске, Британије и Аустрије. У тајном додатку споразуму Стокхолм се обавезао да започне припрему за отпочињање војних дејстава у Финској, ради чега је требало да се 1856. године у Шведској сконцентрише 165 000 шведских, норвешких, британских, француских и чак данских војника. Тешко је рећи колико је овај план био остварљив, али је сигурно да је северозападни фронт постајао све већа опасност по Русију. До провере његове остварљивости није дошло, највише због чврсте решености Француске да склопи мир, те није била заинтересована за ширење ратних дејстава на друге делове Русије. Док је британска дипломатија у Шведској припремала тло за кампању 1856. године, француска дипломатија је у Бечу чинила напоре како до ње не би дошло. Аустријски посланик у Британији је известио своју владу да Наполеон  III жели мир и да, из тих разлога, сматра улазак Аустрије у рат најбржим начином за његово постизање.
Британска влада је, добивши информацију о промени позиције Шведске и Аустрије, 6. децембра 1855. године послало у Париз и Беч пројекат будућег мировног споразума, који се састојао из 5 услова:
1. Укидање руског покровитељства над Влашком и Молдавијом и његова замена колективним покровитељством великих сила, уз очување права и привилегија претходно наведених двеју земаља и сизеренства султана. Стварање новог одбрамбеног система двеју кнежевина и стварање нове границе у Бесарабији.
2. Слобода пловидбе на Дунаву, подразумевајући право великих држава да на ушћу Дунава имају један или два лака војна брода ради очувања таквог режима пловидбе.
3. Неутрализација Црног мора- уништење свих утврђења и морнаричког арсенала на његовој обали. Ограничење количине војних бродова приобалних држава, уз искључиво коришћење лаких војних бродова чији ће број бити договорен касније. Море се проглашава отвореним за трговачко морепловство. Војним бродовима приступ Црном мору није дозвољен и овај принцип се обезбеђује затварањем Босфора и Дарданела за бродове са војном заставом.
4. Права и олакшице хришћанског становништва Османског царства морају се обезбедити без нарушавања независности и достојанства турске владе, уз учешће свих великих држава, укључујучи и Русију.
5. Зараћене стране дају себи за право најављивање на општу корист Европе посебне услове мира (поред 4 претходно наведена).[52]

Британски мировни предлог наишао је на једнодушну подршку Француске и Аустрије. 30 децембра 1855. године је Аустрија, уз сагласност савезничке коалиције предложила руској влади пројекат мировног споразума и као одговор на примедбе у вези са неким његовим деловима захтевала је прихватање тог документа под претњом објаве рата. За прихватање ултиматума дат је рок од 6 дана. Русија се нашла у веома тешкој ситуацији. Пет дана до уручења ултиматума, Фридрих-Вилхелм IV је Александру II послао тајно писмо у коме га је молио да прихвати захтеве савезника и спасе Пруску. Своју државу упоредио је са ћурком која се налази у савезничким чељустима и коју они хоће да растргну. Француска је желела леву обалу Рајне, Аустрија је хтела да врати Шлезију, а Британија је маштала о уништењу пруске привреде. Перспектива ратник дејстава на Балтику и могућност устанка у Пољској веома су плашили Берлин. Пред лицем претње ширења коалиције Русија није могла да рачуна на помоћ свог јединог суседа у Европи, услед његовог става благонаклоне неутралности. Након дугих колебања и разматрања, током којих се већина њихових учесника заложила за уступке, 16. јануара 1856. године, Александар II је прихватио аустријски предлог.
Након царевог прихватања аустријског предлога, дошло је до престанка војних дејстава, на немалу радост севастопољског гарнизона и његових противника. Снабдевање руске војске на Кримском полуострву по окончању војних дејстава, запало је у кризу. Такође, у болницама је дошло до епидемије тифуса. Фебруара 1856. дошло је до потпуног исцрпљивања превозних средстава Кримске армије, што је, по речима кнеза Долгорукова, довело руску војску баш у онакав положај какав су савезници желели. Она је била одсечена од остатка Русије, у којој је још увек било здравих људи и стоке, који су могли да се лате превозничког посла.
Иако је Русија изгубила Кримски рат, он се ипак није завршио њеним уништењем, иако је реч о сукобу који се одвијао у веома сложеним условима. Кримски рат је показао да Русија, ма колико била јака, не може да створи флоту која би по снази превазилазила флоте две највеће поморске државе и војску која је могла да обезбеди победу у сукобу са коалицијом коју су чинили Османско царство, Британија и Француска, а у перспективи и Аустрије, из којих су две војске (аустријска и француска) припадале категорији најјачих европских војски. Управо је перспектива уласка Аустрије, а затим и Шведске у рат, односно претња ширења коалиције практично на све европске земље које су се граничиле са Русијом, приморала Петербург да прихвати савезнички ултиматум.
Упркос томе што су планови лорда Палмерстона и Наполеона III имали све шансе за успех, они се нису обистинили. Мобилизациони потенцијал Русије, створен за време Николаја I омогућио је, без обзира на губитке и значајне недостатке, стварање, наоружавање, снабдевање и издржавање, за услове ХIХ века, колосалне армије, која је, у јануару 1856. године, заједно са добровољцима, бројала 2,3 милиона људи, што представља увећање од два и по пута у односу на мирнодопски период. 260 000 војника налазило се на Балтику, 293 000 у Пољском царству и Украјини, 121 000 у Бесарабији и на обали Црног мора, 183 000 чинило је састав Кавкаске армије. Тешко да је у Европи тога времена постојала држава која би била у стању да скоро две године издржава такав сукоб, узимајући у обзир и потребу уздржавања осталих својих суседа (Шведска, Персија) од уласка у рат на страни противника, концентрацијом војника на пријатељским и не баш тако пријатељским границама. Такво напрезање веома је скупо коштало Русију. Укупни људски губици (убијени, умрли од болести или рана, рањени) износили су око 500 000, исто колико су износили и губици савезника (не рачунајући 35 000 људи умрлих од болести у демобилисаној аустријској војсци која и није учествовала у ратним дејствима). Неповратни губици Русије износили су 153 000 људи, а савезника 156 000.
Важно је истаћи и да је ово био једини рат који је Русија била у стању да води без и једног савезника, као и без крупних спољних задуживања. 1854. године у Русији је у оптицају било 311 000 000 рубаља, при чему је влада имала фонд металног новца величине 123 000 000 рубаља, што јој је омогућило да подржава курс папирне рубље al pari у односу на сребрну рубљу. По завршетку рата, резерве метала износиле су 119 милиона рубаља, а количина папирног новца попела се до 780 000 000 рубаља. Држава је два пута била принуђена, 1853. и 1855. године, да прибегне задуживању споља, у немачким банкама, оба пута по 50 000 000 рубаља уз годишњу камату од 5%. Ипак, основни извор финансирања рата били су унутрашњи зајмови. Влада је била принуђена да повећава количину новца у оптицају. Укупно задужење земље (укључујући и предратне спољне и друге зајмове) износило је астрономских 1,5 милијарди рубаља у сребру. Таква мобилизација унутрашњих средстава је веома скупо коштала Русију изазвавши финансијску кризу која је трајала првих година владавине Александра II.
Победник Кримског рата био је, краткорочно гледано, Наполеон III, добивши реванш за 1812. годину и учврстивши положај своје династије. Француска је постала један од главних кредитора Османског царства и гарант разоружања Русије у области Црног мора. Између осталог, кроз 14 година овај поредак ствари срушен је заједно са својим творцем, а Османско царство је одбило да плаћа своје дугове према Француској. Завршетак рата није довео до изолације Русије, на шта је рачунао Лондон, нити је зауставила ширење њених поседа у Азији, близу границе са Индијом, већ обрнуто. Такође, британски извоз у Русију је стално падао, смањивши се за период 1848-1852. више од 43%. С друге стране, Британија је увозом из Русије намиривала шестину својих потреба за пшеницом и трећину својих потреба за овсем. Такав обим увоза Британија није имала чиме да замени. У вези са тим, на почетку рата Британија је одлучила да успостави блокаду, не дозвољавајући пловидбу под руском заставом, ограничила је и извоз индустријске робе која би могла да се користи у војне сврхе, али је одбила да изврши заплену непријатељске робе са неутралних бродова. У Британији су се веома плашили негативне реакције немачких држава и посебно САД. Током рата, Пруска се активно бавила реекспортом руских пољопривредних производа у Британију. Кроз њену територију у Русију су се превозили производи, чија је продаја за време рата проглашена за шверц- барут, белгијске пушке, парне машине и њихове резервне делове. За такво понашање Пруске, Велика Британија је, наравно, знала и чак је 1854. године разматрала увођење блокаде њене обале или демонстрацију силе на њеној обали, али се од тога одустало. Британска блокада руске трговине нанела је велику штету британској трговини, претворивши пруску трговачку флоту у главног превозника на Балтику, учинивши Мемел руском луком. Крајем 1855. године штетност блокаде почели су да увиђају и у Лондону, који је био принуђен да призна крах своје политике. Британија је покушала да заузме више претећи тон у односу према Пруској, али се она није обазирала на њега, све до последњег тренутка када је перспектива крупних војних дејстава на Балтику постала сасвим реална. У Берлину нису планирали да се одрекну користи од посредничке трговине, мада су сви њени економски добици неупоредиви са добицима које је остварила у периоду 1864-1870. захваљујући својој "благонаклоној неутралности" за време Кримског рата.

### Париски мировни конгрес
Дана 20. јануара 1856. године, на Бечкој конференцији, дошло је до потписивања протокола о састанку опуномоћених представника зараћених страна ради закључивања мира у Паризу. Једина држава на чију подршку је Русија могла да рачуна била је Француска. Наполеон III је желео мир, али не по цену погоршања односа са Аустријом и Британијом. Пруска је била искључена из игре, а Аустрија и Британија заузеле су отворено непријатељски став. Још током рата султан је донео низ закона који су имали за циљ допуну хатишерифа од Гилхане. 1855. године укинут је харач и немуслиманима је дозвољена служба у османској војсци, што је било од посебног значаја јер је ношење оружја до тада била искључива привилегија муслимана. Међутим, реакција на доношење тих закона била је апсолутно негативна. 18. фебруара 1856. године султан је објавио Хатих-хумајун, којим је проглашена равноправност хришћана и муслимана. Како је шејх-ул-ислам одбио да да благослов за тај чин, а муслиманско становништво империје било све незадовољније, донета је одлука да се уведе откуп од војне службе (бедел-и-аскерије), који је практично заменио харач јер су се њиме, пре свега, користили највише немуслимани.
Руски представници на конференцији мира били су гроф Орлов и барон Брунов. 30. јануара Неселроде је Орлову дао инструкције да уклони из редакције прелиминарних услова све оно што је за Русију понижавајуће. Резерва за могуће уступке Русије били су Карс и пристанак на демилитаризацију Аландских острва. На самом доласку у Париз, Брунов је добио аудијенцију код Наполеона III, који је изразио жаљење поводом смрти Николаја I. Неселроде је упућивао Орлова на посебну опрезност приликом зближавања са Наполеоном III, као и на неприхватање ма каквих обавеза у односу на њену будућу спољну политику које би је везале за Француску. У разговору са Орловим, Наполеон III је потегао италијанско и пољско питање. О италијанском питању, Орлов се није изјаснио, притом изјавивши оштар протест против француског мешања у руску политику према Пољској. Тог дана, још увек не знајући за разговор Орлова и Наполеона III, Неселроде је саставио мемоар у коме је упозоравао на немогућност савеза са Француском. Цена сарадње са Наполеоном III могао би да буде једино руски пристанак на остварење француских планова у вези са левом обалом Рајне, што је фактички подразумевало заједничко деловање са Француском против Пруске. У закључку, Неселроде је истакао да је у интересу Русије једино монархијска и антипољска политика и да тим двема начелима мора да буде потчињено руско зближавање са Француском, које је представљало средство за уништење Кримске коалиције, којој није смело да се дозволи да преживи рат.
Париски мировни конгрес започео је са радом 13. фебруара 1856. године. На њему су учествовале Аустрија, Британија, Османско царство, Пруска, Сардинија, Русија и Француска. Руски представници Орлов и Брунов успели су да смекшају услове мира, користећи неслагања између савезника. Иако је било очигледно да је Кримска коалиција однела победу у рату, ипак није успела да оствари планирано уништење Руске империје. Конгрес је имао тежак почетак, а и разговори су били тешки. Када су се Британци сусрели са захтевом Русије да сачува Карс уколико дође до исправке границе у Бесарабији, обузела их је јарост. На крају су, ипак, сви морали да учине уступке. Паришки мировни споразум потписан је 18. марта 1856. године, на годишњицу предаје Париза савезницима 1814. године. Уговор је садржао 35 чланова, а његове најважније последице сводиле су се на следеће:
1. Русија је морала да врати Карс Османском царству, у замену за повратак Севастопоља и других градова које су савезници заузели на Криму.
2. Потписнице договора обавезале су се на очување независности и територијалне целовитости Османског царства. У случају неспоразума међу потписницима договора требало је да дође до посредовања осталих његових потписница, како би се избегао сукоб.
3. Црно море проглашено је неутралним, уз забрану Русији и Османском царству да на његовој обали држе арсенал и војне бродове, са изузетком неопходних бродова за морску стражу.
4. Пловидба Дунавом прелазила је под контролу међународне комисије.
5. Русија се обавезала на демилитаризацију Аландских острва и дала је Молдавији део Јужне Бесарабије, изгубивши монополски положај у Дунавским кнежевинама, чију је аутономију, као и аутономију Србије, гарантовало шест сила потписница уговора.
6. У уговору се помињао и Хатих-хумајун из 1856. године, чиме је на султана падала већа обавеза његовог испуњења.[61]

Александар II је 19. марта обавестио земљу о мировном споразуму путем Манифеста о престанку рата у коме је посебно подвукао да су ратни циљеви прокламовани од стране његовог оца испуњени, мислећи пре свега на доношење Хатих-хумајуна. Руски губици у Јужној Бесарабији ограничили су се на 21 насеље, чији се велики део житеља преселио у Русију. Могућности деловања које је руска политика имала на Истоку и делимично на Балкану изазивале су подозрење Европе и, ради очувања новог поретка, 3. априла 1856. године дошло је до потписивања споразума између Француске, Британије и Аустрије, који је требало да гарантује поштовање Паришког мира ("Кримског система") од стране Русије.
Након рата у Русији је владало велико разочарење спољном политиком Николаја I. Као излаз из ћорсокака друштво је једнодушно видело реформе унутрашње политике и промену спољнополитичког курса. Потоњим је почео да се бави већ Неселроде, који је будућност руске спољне политике видео у равнотежи пријатељских односа према Француској, но без уласка у подухвате којима је нагињао Наполеон III, и Пруском, која је била једина велика држава која није била непријатељски настројена према Русији. Сви документи потписани од стране Неселрода прожети су неповерењем према Наполеону III, док је англо-франко-аустријски договор из априла 1856. године веома зачудило грофа Орлова, који се надао продужетку руско-француског дијалога у будућности.

## Париз и Петербург-зближавање без поверења
Након закључења Париског мира, 15. априла 1856. године, Неселроде је поднео оставку на место министра спољних послова, задржавајући истовремено положај канцелара. Нови министар спољних послова постао је кнез Александар Горчаков, који је, након Неселродеове смрти у априлу 1862. године, добио титулу вице-канцелара. Програм новог министра представљен је кроз циркулар који је послат руским посланицима при страним дворовима 21. августа 1856. године. Његова суштина оличена је у речима "Русија се усредсређује", што је подразумевало нагласак на развоју унутрашњих сила Русије, уз делатност на спољном плану искључиво када и ако је захтевају њени интереси. Као најважнији циљ свог програма Горчаков је означио укидање тачака Париског споразума у вези са сувереним правима Русије у Црном мору и то путем зближавања са Француском, као главним стожером Кримског система.
Руско-француски дипломатски контакти наставили су се након преговора у Паризу и у периоду 1856-1858. године кроз одласка војводе де Морнија, опуномоћеника Наполеона III, на крунисање Александра II, као и посете великог кнеза Константина Никол иајевича Паризу. Де Морни је 13. новембра 1856. године упозоравао Валевског: „Русија нам се сада даје на тацни и, уколико је одгурнемо од себе, она ће се повући у себе и, наравно, неће нам опростити.“ Посланик Наполеона III није штедео обећања, убеђујући Горчакова да су Русија и Француска природни савезници, посебно ако се узме у обзир мржња према обема земљама од стране Аустрије и немачких држава. Путовање војводе де Морнија било је успешно, а Наполеон III је био задовољан пријемом који је указан његовом посланику. За руског посланика у Паризу именован је генерал-ађутант Кисељев, присталица зближења са Француском, коме је, са француске стране, такође приређен веома топао пријем.
У то време Наполеон III се спремао за нов рат. Француски планови на Апенинском полуострву били су очигледни. Још почетком 1857. године, пред свој одлазак из Русије, војвода де Морни је изложио главни циљ свог императора Горчакову: „Свака нација има своју омиљену тему, а наша омиљена тема јесте повратак леве обале Рајне.“ Ова изјава се није допала Горчакову који је свом колеги то и ставио до знања, рекавши да „пожуда за Рајном није по нашем укусу.“ У зиму 1857. године велики кнез Константин Николајевич је заједно са супругом кренуо на пропутовање по немачким земљама, одакле је преко Швајцарске отишао у Торино и Ђенову, да би одатле отишао у Ницу ради сусрета са мајком. На Азурну обалу је стигао 4. априла. Користећи ситуацију, Наполеон III је позвао великог кнеза да посети Париз, где му је приређен врло свечан дочек и где га је цар наградио орденом Легије части. Већ на једном од првих пријема, царица Евгенија је почела да говори о политичким интересима Француске. По њеним речима, Француска тежи да по сваку цену сачува савез са Британијом, као и да тежи таквим односима и са Русијом. Зближење с Бечом није улазило у круг интереса Друге империје. Руски посланик, који је био присутан током тог разговора, није имао сумња да царица заправо излаже мисли свога супруга.
Ускоро, великог кнеза је примио и сам Наполеон III. Француски император је одмах питао великог кнеза жели ли Русија да припоји Галицију, на шта велики кнез није хтео да одговори. Након ове посете велики кнез је добио потпуно јасну слику о плановима француског цара- Италија независна од Аустрије, али те тако независна да би у будућности могла да делује без француског покровитељства. Након њеног издвајања из Аустрије, Италија је требало да се претвори у савез држава сличан Немачкој, на чијем челу би се налазио папа, коме би била указана свака почаст, али који би истовремено био без икакве власти. Наполеон III није желео никакве територијалне добитке за Француску. Научен стричевим примером, знао је колико је тако нешто било опасно. Међутим, и поред тога, жеља за заокруживањем француских граница припајањем леве обале Рајне није га напуштала. Пруској, која би том приликом трпела губитке, није планирао да да какву надокнаду. Ради остварења тог циља било му је потребно да Немачка не буде исувише јака, како му не би правила сметње на том плану.
Дана 13. септембра 1857. године дошло је до сусрета Александра II и Наполеона III у Штутгарту. На самом почетку преговора руска страна је знала да ће се након сусрета са Александром II, Наполеон III сусрести и са царем Аустрије. Ипак, то није нарушило руско поверљивост разговора са француским императором. Када је француски император поменуо могућност рата Аустрије и Француске у Италији, Александар II је изјавио да ради спасавања Хабзбуршке монархије нема намеру да понавља 1849. годину. Ова прва размена мисли постала је тачка ослонца веома сложеног спољнополитичког процеса који је за њом уследио. Иако програми Париза и Петербурга нису одговарали обема странама, ипак је обема земљама био потребан јак спољнополитички партнер- Француској због лошег финансијског стања и ослабљене армије након Кримског рата, као и предстојећег рата са Аустријом, а Русији због изолације у којој се нашла након завршетка Кримског рата. У период 1857-1859. године Француска и Русија су одлучиле да се консултују по питањима од „европског значаја“, као и да усаглашено делују на Истоку и да се „међусобно споразумеју“ у случају распада Османског царства.
Међутим, сусрет у Штутгарту се није завршио у сасвим добром расположењу. Наполеон III се придржавао мишљења треба доћи до обнове пољске државности и, пожељно, не на рачун Аустрије и Пруске. Ово мишљење француски цар је поделио са британским принцом-консортом Албертом још 1854. године и сада је искористио прилику да покуша да потегне пољско питање како би се оправдао пред сопственим јавним мњењем. Александар II је категорички одбацио сваку могућност страног мешања. Након сусрета са Наполеоном III, руски цар је пред својом свитом: „Са мном је нашао да говори о Пољској!“ Ове цареве речи чула је не само престоница Виртемберга, већ и цела Европа. На послетку и Наполеон III је схватио да је погрешио и касније покушао да ублажи лош утисак.
Ипак, руско-француски односи су се развијали у погодној спољнополитичкој атмосфери. Након покушаја атентата на Наполеона III од стране Орсинија, испоставило се да су бомбе које су коришћене у атентату припремљене у Лондону, услед чега су се односи Британије и Француске веома озбиљно заоштрили. Француска штампа је готово једногласно позивала на рат са Британијом. Напетост је успела да унеколико стиша посета краљице Викторије и принца Алберта 5. августа 1858. године, по позиву Француског императора. Годину дана након сусрета у Штутгарту, дошло је до сусрета Александра II и принца Наполеона у Варшави. Након тог сусрета Горчаков више није имао сумње о томе да Наполеон III жели да ратује у Италији, али и да остварење његове намере зависи од споразума с Русијом.
У Европи тога времена, створила се веома специфична спољнополитичка ситуација. Две велике државе континента- Француска и Русија, биле су притешњене одлукама конгреса из 1815. и 1856. године, након сопствених војних пораза. Наполеон III је желео да достигне „природне границе“ Француске, ондосно Алпе и Рајну, као и претварање Француске у стожер савеза латинских народа. У замену за руску подршку његовим плановима, Горчаков је као противуслугу очекивао одрицање Наполеона III од улоге гаранта решења Париског конгреса или, у најмању руку, његов допринос укидању његових за Русију ограничавајућих одлука. Ово је било посебно важно јер је Горчаков сматрао неопходним повратак суверених права Русије на Црном мору и Бесарабији без рата. Међутим, француски император није био наклоњен таквим плановима руског министра спољних послова. Ипак, упркос томе, Русија и Француска су се све више зближавале, разматрујући услове могућег савеза.
Чак и такво зближавање Русије и Француске било је довољно да се предупреди послератна криза на Балкану, на првом месту у Србији. Крајем 1858. године Народна скупштина је свргла кнеза Александра Карађорђевића и поново изабрала Милоша Обреновића за кнеза, након чега је настала претња војне интервенције Аустрије и Османског царства. Годину дана пре тога, дошло је до сукоба Црне Горе са Османским царством, када је у Херцеговини и делимично у Босни дошло до устанка Срба. Крајем јануара 1858. године Горчаков је захтевао од султана да предупреди зверства против устаника. Турци су игнорисали захтев руског министра и појачали репресије, услед чега је дошло до удруживања православаца и католика против Порте. Устанак се ширио, а повећавала се и количина избеглица који су тражили спас у Црној Гори, што се одмах одразило на њене односе са Османским царством.
У априлу 1858. године војска од 20 000 Турака продрла је у Црну Гору. Међутим, већ 13. маја доживела је пораз код Грахова. Порта је пристала на заустављање војних дејстава, али је захтевала међународно признање Црне Горе као дела њене територије. Почетком јуна исте године дошло је до заједничког наступа Русије и Француске у циљу заштите Црне Горе и устаника. У Јадранско море стигла су два француска линијска брода и једна руска фрегата, што је представљало демонстрацију политичког јединства двеју земаља. Након тога, Турци су зауставили кретање своје војске. Захваљујући овој интервенцији, заоштравање на Балкану је успешно избегнуто. Султан је био принуђен да пристане на мирно решавање пограничних питања у спору са Црном Гором, као и на смену династије у Србији. Што се тиче устанка у Босни, он је угушен у септембру 1859. године.
Руско-француско зближавање утицало је и на евакуацију аустријске и турске војске из Дунавских кнежевина 1857. године, што је омогућило обнову њихове самоуправе и прелазак на процес њиховог уједињења, које је уживало посебне симпатије Наполеона III. Радост француског владара изазвала је и руска подршка француској позицији по питању смиривања ситуације у Сирији и Либану 1860. године. Сукоб Друза и Маронита довео је до великог масакра и оружане интервенције Француске у лето те године. Под претњом силе, турске власти су започеле са широким репресијама против криваца- 111 војника је стрељано, 56 цивила обешено, а губернатор Дамаска је кажњен. Масакр је заустављен, а спроведене су и реформе локалне самоуправе на тим територијама.

## Руска политика на Далеком истоку
За време Александра II постигнути су значајни дипломатски успеси на Далеком истоку. 1839. године Велика Британија се упустила у Опијумски рат против Кине, који се завршио потписивањем споразума у Нанкингу 29. августа 1842. године. Овим споразумом, Кина је пристала да уступи Британији Хонгконг, обавезала се да плаћа велику контрибуцију, као и да отвори 5 лука за британске трговце- Сјамин (Амој), Фучжу, Нинбо, Шангај и Гуанџоу (Кантон). До тада затворена, Поднебесна империја отворила се за британску трговину, а тиме и за британски опијум. Споразум у Нанкингу био је веома тежак за Кину, која је у том тренутку проживљавала озбиљну унутрашњу кризу, коју је масован продор странаца у земљу још више ојачао. Услед тога, кинеске власти су покушавале да, ако не укину, онда макар саботирају споразум из Нанкинга. 1856. године у јужном делу Кине дошло је до убиства француских мисионара. Користећи одбијање власти да започну истрагу, Велика Британија је у октобру 1856. године Кини објавила Други опијумски рат. 1857. године у рат је, на страни Британије, ушла и Француска.
Русија је, такође, активирала своја дејства на Далеком истоку, користећи се, пре свега, мирним средствима. Поседи Кине и Русије у овом делу света нису били разграничени, што је стварало опасност заузимања Сахалина или Приморја од стране треће државе. Генерал-губернатор Источног Сибира Муравјев је још у пролеће 1853. године поднео извештај Николају II, у коме му је предлагао да препусти решење питања о разграничењу локалним властима. Цар је почетком 1854. године прихватио Муравјевљев предлог, уз напомену да не дође до рата. У периоду 1854-1856. године Муравјев је организовао размештање војске по Амуру у циљу појачања руског гарнизона у доњем току те реке и на приобаљу Охотског мора. Дејства на Амуру значајно су појачала руску позицију у региону и, по завршетку ратних дејстава на Далеком истоку, Муравјев је, септембра 1855. године, започео преговоре са кинеским властима. Генерал-губернатор је на почетку преговора полазио од тога да границе између две државе треба добрим делом да се протеже дуж Амура, са чиме се кинеска влада никако није желела да прихвати.
Осим тога, током Кримског рата, Русија је послала мисију у Јапан на челу са вице-адмиралом грофом Путјатином. Исход ове мисије било је потписивање споразума у Симоду 7. фебруара 1855. године. Овај договор представљао је први руско-јапански трговински споразум. Русија је добила режим највеће повлашћености у трговини са Јапаном. Међу двема земљама, успостављен је трајни мир и искрено пријатељство, њихови поданици уживали су заштиту власти, а граница међу њима пролазила је између острва Итуруп и Уруп, при чему је прво острво припало Русији. Острво Сахалин је проглашен заједничким поседом обе државе, а Јапан је отворио низ својих лука за руске трговце. 19. августа 1858. године дошло је до потписивања споразума споразума у Једу (данас Токио), који је потврдио одредбе споразума у Симоду и повећао број јапанских лука отворених за руске држављане, који су добили права куповине и изнајмљивања зграда и земље на договореном простору. Уведена је ниска царинска тарифа од 5% на основне производе, које је Русија извозила у Јапан- дрво, камени угаљ, метали, оружје, парне машине и слично. Високе царине уведене су искључиво на алкохолна пића и износиле су 35%. Ово су били за Русију веома угодни услови, с обзиром да је у то време роба увожена из Британије и Француске опорезивана 20-35%. Јапански држављани су, такође, добили право слободне трговине у Русији. Овај равноправан трговински договор између једне европске и једне азијске земље, потписан је у јеку Другог опијумског рата.
Војна дејства су се у почетку одвијала на југу Кине, у областима Хонгконга, Кантона и Шангаја. Међутим, 1858. године проширила су се и на север. 20. маја 1858. године Британија и Француска су заузеле тврђаву Дагу, која је покривала прилазе морском улазу у кинеску престоницу- Тјанцин. 26. маја савезници су десантом заузели и овај град, а следећег дана је дошло до потписивања Тјанцинског споразума између Кине, Британије и Француске. Кина је поново морала да плаћа контрибуције и прошири број лука отворених за трговину са странцима. Русија је била категорички против трговине опијумом и одбила је да се придружи захтевима Британије и Француске, дајући предност двостраном руско-кинеском споразуму.
Војни порази и подршка Русије за време Другог опијумског рата и Тјанцинских преговора, на којима је посредовао руски адмирал Путјатин, утицали су на промену кинеске позиције у вези са питањем разграничења са Русијом. 16. маја 1858. године у Ајгуну, на десној обали Амура, дошло је до потписивања руско-кинеског споразума о разграничењу. Граница међу двема државама ишла је по реци Амур, све до Усурија. Питање усуријског краја остало је отворено, те је он проглашен заједничким поседом Русије и Кине. Реке Амур, Усури и Сунгари отворене су само за руске и кинеске бродове. 1. јуна 1858. године адмирал Путјатин је потписао Тјанцински споразум о пријатељству и трговини, којим су Русији дата права не само на копнену, већ и на поморску трговину у Кини.
Дана 4. јула 1858. године Тјанцински споразум је потврдио и кинески император. Међутим, јула 1859. године француском и британском посланику није било дозвољено да уђу у Пекинг и дошло је до обнове војних дејстава. Око 20 000 британских и француских војника је уз подршку флоте заузело низ острва, Лаондунско полуострво, луке Чифу и Дагу, а 23. августа 1860. године- Тјанцин. Савезничка војска се приближила Пекингу, а император Сјанфен је заједно са двором 21. септембра напустио престоницу. 6. октобра је заузета приградска резиденција императора- дворац Јуан-мин-јуан, који је касније спаљен као одговор на убиство парламентараца. Након тога, савезници су ушли у Пекинг.
Без обзира на успехе, положај савезника је био далеко од сјајног. За даљи продор у дубину Кине нису имали снаге, нити су желели да то учине. У таквој ситуацији, кинеске власти предложиле су руском посланику, генералу грофу Игњатијеву да буде посредник у преговорима. Игњатијев је успео да ублажи савезничке услове, те је 24. и 25. октобра дошло до потписивања конвенције у Пекингу, којом су потврђене одредбе Тјанцинског споразума. 2. децембра 1860. године, Игњатијев је потписао Пекиншки споразум, којим су Русији уступљене територије од Усурија до Јапанског мора и границе са Корејом.

## Склапање руско-француског савеза 1859. године и крај рата на Кавказу
У то време Другог опијумског рата, француска дипломатија је спремала још један мали и победоносан рат, овога пута на тлу Европе. Наполеону III је такав рат био потребан како би учврстио свој спољашњи и унутрашњи положај. Наиме, на Париском конгресу, сардинска делегација је успела да стави на дневни ред и италијанско питање, као и питање равноправности својих представника са представницима других земаља учесница конгреса. Међутим, то је био крај Кавурових успеха, пошто није дошло до спровођења било каквих мера у вези са решавањем италијанског питања. Из тих разлога, дошло је до великог пораста незадовољства политиком Наполеона III у Пијемонту и другим италијанским државама. 21. јула 1858. године дошло је до састанка Наполеона III и Кавура у бањи Пломбијери, на коме је потписан тајни споразум којим се Француска обавезала да Пијемонту пружи војну помоћ ради ослобођења Парме, Модене, Ломбардије и Венеције од Аустријанаца, након чега би се од тих територија на северу Италије створила једна држава- Краљевина Горња Италија, док би јој Пијемонт заузврат уступио Савоју и Ницу чиме би дошло до остварења француског идеала о природним границама на Алпима.
Неизбежност рата била је више него очигледна. Међутим, Наполеону III је била потребна благонаклона неутралност Русије у случају рата Пијемонта и Француске против Аустрије. Пре него што је отишао у Пломбијери, француски император је замолио руског посланика у Паризу за потврду ставова изнетих у Штутгарту приликом састанка са Александром II. Пристанак Горчакова омогућио је отпочињање тајних руско-француских преговора о склапању формалног савеза. Међутим, преговори су дошли у ћорсокак већ крајем 1858. године. Русија је категорички одбијала да учествује у будућем рату, у коме јој је, као награда, предлагана Галиција. Горчаков је сматрао да је Русији довољна сопствена територија. На поновљену понуду Наполеона III Горчаков је одговорио да ће три државе много лакше сачувати Пољску, него две. Поред тога, у Петербургу су схватали да је у време коренитих реформи, са чијом се припремом већ почело, изузетно важно обезбедити стабилност у спољњој политици. Са друге стране, Француска није пристајала на ревизију споразума из 1856. године.
Након сложене размене пројеката и контра-пројеката, који су неретко доводиле на руб пропасти, обе стране су се одлучиле на компромис, који је представљао далеко од онога што су у почетку желеле. Ипак, њиме је настављено француско-руско зближавање, које је чак добило и своје правно уобличење. 19. фебруара 1859. године у Паризу је дошло до потписивања тајног француско-руског споразума. У предстојећем рату, Русија се обавезала да ће заузети благонаклону неутралност и утицати на очување неутралности других земаља, пре свега Пруске. Петербург је пристао и да на граници са Аустријом истури 4 корпуса, што је било довољно за неутрализацију 150 000 аустријских војника. Са друге стране, обавезе Француске су дефинисане сасвим неодређено- договорено је да се обе стране договарају у интересу и једне и друге савезнице приликом закључивања мировних споразума. Горчаков је пристао на такав уступак услед страха да ће његово одбијање подстаћи Наполеона III да тражи савезника преко Ламанша.
Руску подршку покушали су да задобије и Аустрија. Међутим, њени апели о заједничким конзервативним интересима нису имали успеха. За Горчакова, то су биле само речи. Аустријско обраћање Пруској, такође, није дало никакве резултате, услед чињенице да Пруска није желела да ратује ради очувања поседа Хабзбурговаца. Но, Берлин се није одлучио на тај корак тако лако. Иако је свако јачање Аустрије унутар савеза немачких држава било супротно његовим интересима, Берлин се, ипак, бојао Француске, која би након победе над Аустријом могла да нападне Пруску и посегне за левом обалом Рајне. Из тих разлога, дошло је до јачања позиција присталица оружаног посредовања упереног против Француске. Русија је Француској указала дипломатску подршку, позвавши немачке државе да се не мешају у сукоб. Овај позив је имао одређеног значаја- Пруска се колебала пре него што је донела одлуку о мобилизацији. Губитак времена одлучио је све.
Кола Наполеона III почела су да иду низбрдо, услед чињенице да је Пијемонт желео да припоји себи Северну Италију, а Аустријанци су, иако поражени у биткама код Мађенте и Солферина, још увек били далеко од пораза. 24. јуна, на дан битке код Солферина, Пруска је започела мобилизацију 6 корпуса, тј. 80% својих војних снага у циљу оружаног посредовања ради достизања мира. Истог дана пруска влада се обратила Русији и Великој Британији с предлогом да заједно размотре услове посредништва међу зараћеним странама. Петербург је одмах пристао, при чему је Горчаков рачунао да ће учешћем у изради документа искључити могућност ултимативног тона и дати могућност свим великим државама да учествују у склапању коначног мировног договора. Међутим, ратна дејства су окончана пре него што су европски кабинети дошли до усаглашене позиције.
Што се тиче француског захтева за руском војном демонстрацијом, Русија није успела да га испуни, услед брзине којом се одвијао рат. Руски војни министар, генерал гроф Сухозанет, обавестио је императора да ће концентрација 4 корпуса захтевати најмање пет и по месеци. Мобилизација и концентрација војске на Волињи, завршила се потпуним фијаском. Уместо 250 000 људи, са великим трудом сакупљено је свега 30 000. Аустријанци су почели да пребацују војску из Галиције у Италију, оставивши тамо само корпус од 30 000 људи. Горчаков је у једном тренутку предложио пребацивање Кавкаске армије од 300 000 војника на аустријску границу, али је, наишавши на жесток отпор намесника Кавказа, кнеза Барјатинског, морао да отступи.
Након закључења Париског мира, Кавкаска армија је активно радила на смиривању стања у Чеченији и Черкезији. Положај у потоњем региону био је веома сложен, услед потпуног одсуства блокаде са мора. Руске власти успевале су да заплене свега 2% шверцованог ратног материјала. 1857. године на черкеску обалу стигло је између 2500 и 3000 малих турских бродова, а 1858. око 800. Но, без обзира на то, успеси руске војске и умор локалног становништва од рата коме се није назирао крај почели су да доносе своје плодове. Тражња за војним производима је почела да опада и 1859. број бродова који су незаконито долазили на обале Кавказа пао је на 198. Предосећајући пораз, Шамил је прибегао свом старом средству- предложио је преговоре рачунајући да ће на тај начин добити на времену. Барјатински је категорички одбио преговоре и 25. августа 1859. године имам Чеченије и Дагестана, блокиран у аули Гуниб, смештеној високо у планинама, био је принуђен да се преда. Из тих разлога, достигнувши значајне успехе на Кавказу, Русија није подржала Француску војном демонстрацијом на аустријској граници. Користећи то као изговор, Наполеон III након победе у рату против Аустрије, за Русију није урадио ништа.
Ово је резултирало узајамно незадовољство двеју страна, али су, ипак поново сачувале привид сарадње. Ово је одговарало Горчакову који се надао да ће у будућности доћи до преласка од привидног ка реалном савезу. Међутим, Александар II је сумњао у такву перспективу. Но, без обзира на то, на сусрету у Варшави са пруским принцем-регентом 10-14. октобра 1860. године, а на који је, у знак помирења, био позван и аустријски цар Франц Јозеф, Александар II је категорички одбио да да било какве гаранције територијалне целовитости Аустрије у случају новог аустро-италијанског рата, сукоба са Француском или устанка у Мађарској, предложивши да се сва спорна питања, а пре свега италијанско, решавају у договору са Француском. Апели о јединству конзервативних монархија поново нису уродили плодом, иако су имали одјека услед раста пољској револуционарног покрета и манифестација против власти у Варшави.

## Руско-француски савез и његове последице на Балкану
Након смрти султана Абдул Меџида 1861. године, на османски престо дошао је његов брат Абдул Азис, који је водио политику жестоког кушења антиосманских покрета у Сирији, Босни, Херцеговини, Србији и Црној Гори. У Босни и Херцеговини је почетком лета 1861. године поново дошло до устанка. Из тих разлога, у тим областима је дошло до концентрације турске војске од 14 000 људи, под командом Омер-паше Латаса, који је отпочео масовну офанзиву против устаника. Истовремено, Турци су извршили блокаду Црне Горе, која је указивала подршку устаницима.
У августу 1861. године Русија и Француска су поново подржале Црну Гору, пре свега испорукама хлеба, оружја и муниције, услед чега је дошло до краха блокаде. Наредне године, Турци су продрли у Црну Гору и опустошили велики део њене територије. Отпор Црногораца је био жесток, те Турци ни овај пут нису успели да успоставе контролу над Црном Гором. Устанак у Босни и Херцеговини добрим делом је угушен до лета 1864. године. Активну подршку устаницима Русија, услед ситуације у којој се налазила, није више могла да указује. Петербург се ограничио финансијском помоћи породицама устаника које су страдале од турских репресија. Вођи устанка Луки Вукаловићу је, на сопствени захтев, дозвољено 1866. године да се пресели у Русију и насели у Полтави, уз издржавање од стране руске владе.
Истовремено, дошло је до избијања кризе у Србији, изазване инцидентом код Чукур-чесме. Исте године, дошло је и до смене руског посланика у Паризу, када је Кисељева заменио барон Будберг, присталица савеза са Пруском. Заједничким деловањем, Русија и Француска су успеле да ублаже услове које је Османско царство испоставило Црној Гори, а 17. августа 1862. године склопљен је мировни споразум. Иако његове одредбе нису биле нимало лаке за Црну Гору, он је ипак омогућио успостављање мира, што је за малу и сиромашну Црну Гору било од великог значаја. Осим тога, две велике силе су успеле и да се изборе за смањење броја турских тврђава у Србији. 27. августа 1862. године у Цариграду је потписан протокол на основу кога је Турцима, уместо дотадашњих 6, дозвољено да имају 4 тврђаве у Србији. Срби и Турци су се обавезали да униште утврђења настала у време кризе, а тачка 9 протокола је категорички забрањивала заповеднику београдске тврђаве да се посредно или непосредно меша у унутрашње послове Србије и живот њене престонице. Ради појачања српске војске, Русија је Србији дала зајам од 300 000 аустријских дуката, 39 200 пушака и 3000 сабљи.
Међутим, затишје на Балкану није дуго трајало. У октобру 1862. године у Атини је дошло до немира, које је подржала војска, услед чега је краљ Отон I био принуђен да се одрекне престола, што је и учинио 11. октобра. Заједничким деловањем, Француска и Русија су успеле да спрече избор принца Алфреда, сина краљице Викторије, за новог грчког краља. 18. марта 1863. године грчко Народно представништво понудило је круну данском принцу Вилхелму-Георгу, брату принцеза које су се удале за руског и британског престолонаследника. Вилхелм-Георг је постао краљ Грчке 10. октобра 1863. године под именом Ђорђе I. Промућурни принц је, пре него што је прихватио грчку круну, обезбедио себи доживотну апанажу коју су му исплаћивале покровитељке грчке независности- Велика Британија, Француска и Русија. Свака од наведених земаља се обавезала да му до смрти, чак и у случају абдикације, исплаћују по 100 000 франака годишње.
Релативно мирно, решена је и криза у Дунавским кнежевинама, у којима се 1856. године заоштрила борба између присталица и противника њиховог уједињења. Иза сваке групе стајале су велике силе, при чему је Француска била на страни униониста. 7. августа 1858. године у Паризу представници великих сила потписале су конвенцију о уређењу Дунавских кнежевина. Кнежевине су промениле име у Сједињене кнежевине Влашка и Молдавија. Управа сваком од њих поверавана је изборној скупштини, која је, пак, са своје стране, бирала владара чија је власт трајала доживотно. Избор владара морао је, на крају, да потврди султан. Молдавија је плаћала годишњи данак султану у износу од 1,5 милиона, а Влашка 2,5 милиона пијастара.
Аустријски посланик у Француској, барон Јозеф Гјубнер, чинио је све у својој моћи да спречи уједињење двеју кнежевина. Последња линија одбране противника уједињења била је јединствена застава, на усвајању које је инсистирао Наполеон III. Гјубнер је на почетку подсећао Наполеона III на помоћ коју је Аустрија указала савезницима за време Кримског рата, а затим запретио напуштањем конференције. На крају, конференција је усвојила аустријско гледиште, али њен успех није био дугог века. У јануару 1859. године дошло је до избора владара у Дунавским кнежевинама. На оба престола изабран је пуковник Александар Куза, што је представљало кршење одредби споразума из 1856. године и тачки 3 и 13 конвенције из 1858. године. На крају, султан је издао ферман којим је признао резултате избора. Александар Куза је отишао у Цариград на поклоњење султану, али је на свим пријемима, укључујући и аудијенцију код султана, демонстративно носио капу, а не фес, што је могло да доведе до неповољних последица по њега. Међутим, кнеза је спасла околност што је након Кримског рата утицај Француске у Османском царству стално растао. Услед тога, правећи изузетак, Порта је 23. децембра 1861. године Александру Кузи дала двоструку племићку титулу. 5. фебруара 1862. године дошло је до проглашења уједињења Влашке и Молдавије у кнежевину Румунију, која је наставила да буде турски вазал, уз обавезу да султану исплаћује годишњи данак у износу од око 900 000 румунских леја.

## Устанак у Пољској 1863–1864. године и његове последице

### Ситуација у Пољском царству
Односи Русије и Француске драстично су се погоршали у време Пољског устанка 1863-1864. године. 20. јануара 1856. године преминуо је фелдмаршал Паскевич, који је 25 година чврсто држао власт у Пољској. 10. маја исте године у Варшаву је дошао Александар II. Након низа свечаности и балова у варшавској скупштини града током којих је дошло до демонстрација лојалности цару, 15. маја Александар II је пред представницима пољског племства одржао говор, који је садржао низ противречности. Изјавивши да ће наставити политику свога оца, Александар II је одмах објавио амнестију учесницима устанка 1830-1831. године и дозволио свим емигрантима да се врате у Русију. Осим тога, свим повратницима, након 3 године беспрекорног понашања, дозвољено је ступање у државну службу.
У стварности, оваква руска политика према Пољској, од 1858. године представљала је читав низ уступака, који су de facto довели до повратка низа одредби устава из 1815. године, што је резултирало драстичним погоршањем ситуације у тој области. Водеће силе које су спремале устанка биле су католичко свештенство и шљахта и углавном су се оријентисали на Француску, у којој се налазио центар пољске политичке емиграције на челу са Владиславом Чарториским, сина Адама Чарториског. 1862. године у Северној Италији радила је пољска војна школа, у којој је обуку стекло око 400 инструктора, који су учествовали у војним дејствима против руске војске. Северна Италија је у то време била расадник револуционарних покрета, а Гарибалдијев поход на Напуљску краљевину, који је трајао од маја до септембра 1860. године и који је довео до свргавања тамошњих Бурбона и припајања Сицилије и Напуља Краљевини Сардинији имао је врло јак одјек у Варшави. Уједињење Италије је, ван сваке сумње, надахнуло пољске револуционаре. С тога није случајно што је значајан део будућих активних учесника Гарибалдијевог похода (како Пољака, тако и Италијана и Француза), касније учествовао и у пољском устанку.
Дана 10. јула 1860. године у Варшави су почеле прве демонстрације. Малобројна полиција (свега 540 људи) није могла да се избори са таквим стањем у граду чије је становништво бројало преко 200 000 људи. Генерал Михаил Горчаков, који је дошао на место Пашкевича, у почетку је полицију појачавао војском, а након сукоба са демонстрантима ишао је на уступке. Немалу улогу играло је и јавно мњење руске престонице, које је у потпуности симпатисало дејства Пољака, сматрајући да су уступци неопходан услов превазилажења догађаја из прошлости. Са друге стране, по речима Ото фон Бизмарка, пољско племство и свештенство нису веровали у успех политике братимљења, видевши у њој пре свега тактички корак. Такође, пољска партија је имала јаку подршку и на царском двору, пре свега у лицу царевог брата, великог кнеза Константина Николајевича, као и уског круга рођака и познаника пољске аристократије.
Од 1861. године у Петербургу почињу да се појављују прве револуционарне прокламације, а 1862. постао је очигледан и раст револуционарног покрета у Русији, који је са симпатијама посматрао активности пољских револуционара. У лето исте године долази до таласа масовних пожара у Петрограду и градовима Поволжја, а који су имали назнаке намерног изазивања. Полиција није могла да докаже кривицу пољског и руског револуционарног покрета, али је, у сваком случају, сумња пала на њих. Последица тога било је какво такво захлађење дела руског друштва према пољском покрету и несигурност власти, које су се колебале између пооштравања политике према Пољацима и политике уступака.
Дана 17. маја 1861. године умро је генерал Горчаков, а за вршиоца дужности намесника именован је војни министар генерал гроф Сухозанет, који је од самог почетка своје именовање сматрао привременим. Сухозанета је ускоро заменио генерал гроф Ламберт, а 1862. године за намесника је именован велики кнез Константин Николајевич, који је у почетку планирао да настави смиривање Пољске путем уступака и успостављањем сарадње с локалним племством. Најближи сарадник великог кнеза био је потпредседник Државног савета Пољског царства, гроф Велепољски, представник угледне пољске племићке породице. Велепољски је предлагао читав низ либералних реформи, чија је суштина била повратак основних норми устава Пољског царства из 1815. године, са циљем да на крају дође до његовог пуног повратка. Услед чињенице да је ситуација у Пољској 1862. године била већ изузетно опасна, на предлог Велепољског, одлучено је да се спроведе регрутација нових војника.
Регрутација у Пољском царству је до 1856. године спровођена на основу закона од 5. октобра 1816. године, који је дозвољавао значајна умекшавања када је у питању локално становништво. 3. марта 1859. године, прокламован је нови закон, који је строго одредио могућност ослобађања од службе. Уколико би количина лица која су потпадала под регрутацију била већа од потреба војске, регрути су се бирали путем жреба. Нови закон није спроведен у пракси све до 1863. године зато што након Кримског рата регрутација није спровођена ни у једном делу Руске империје, па самим тим ни у Пољском царству. Осим тога, 1861. године, због петиције намесника пољским губернијама је отписана обавеза да у војску пошаљу 62 700 људи.

### Ток устанка и његове последице
Регрутација из 1863. године је, на предлог Велепољског, спроведена по старом закону, што је омогућило увођење спискова уместо жреба и избацивање из краја нелојалних елемената. Ова мера, истовремено противзаконита и непопуларна, само је убрзала давно припремани устанак, послуживши као његов формални повод. Крајем 1862, почетком 1863. године значајан део младих, обухваћених регрутацијом, почео је да напушта пољске градове и да се сакупља по оближњим шумама. У поноћ између 10. и 11. јануара 1863. године дошло је до истовременог напада на руске гарнизоне у Пољском царству. Напади нису имали великог успеха (убијено је 30 и рањено око 100 руских војника), али је устанак од самог почетка попримио карактер масовног партизанског рата.
Јавно мњење Велике Британије и Француске, а затим и њихове владе, заузели су отворено антируску позицију, док се аустријска Галиција претворила у базу за пољске одреде. Католичка црква у Пољској активно је учествовала у устанку, а папа Пије IX је јавно врло жестоко осуђивао репресивне мере којима су одговарале руске власти, оптужујући их за гоњење католицизма. 1863. године Ватикан је започео процес канонизације Јосафата Кунцевича, епископа Полоцког и Витебског, који се прославио свирепим гоњењем православне цркве у XVII веку и који је убијен 1623. године од стране очајних становника Витебска. Као последица тога, дошло је до прекида дипломатских односа између Ватикана и Русије.
Партија хотела Ламбер је традиционално сматрала Кавказ рањивим местом Русије, на коме би изазивање компликација могло да допринесе остварењу задатака пољског револуционарног покрета. Од 1861. године, пољска емиграција је приметно активирала своју подршку черкеској емиграцији у Цариграду, Паризу и Лондону, надајући се да ће добити подршку јавног мњења тих земаља, посебно Велике Британије, за своје планове окупљања других народа ради рата против Русије. Од јануара 1863. године наведена група организује провокацију, познату под називом афера Виксена. Ради превоза оружја на обалу Кавказа у Њукаслу је купљена шкуна по називу Чезапик. Укупан трошак операције износио је 125 000 франака, од којих су Пољаци издвојили 15 000. Остатак новца добијен је од делова јавног мњења које се саосећало са њиховим плановима, пре свега британског. Лета 1863. године Чезапик је стигао у Цариград, са оружјем за 150 људи и невеликим одредом од 6 Пољака, 4 Турчина, 4 Черкеза и 2 француска официра. Претпостављало се да ће тај одред постатио организационо језгро за стварање специјалног легиона који је требало да се састоји од Пољака, заробљених Гораца и руских дезертера. Протести руског посланства приморали су турске царинске власти да обрате пажњу на шкуну тек у Трапезунду, где је товар премештен на барку, која је у септембру 1863. године стигла на пристаниште које је било под контролом Убиха- једног од черкеских племена. Ова провокација није наишла ни на какву подршку Гораца, чак се догодило супротно. Горци су били разочарани малобројношћу одреда. Оптор Гораца био је већ сломљен. У августу 1863. године оружје су положили Абадзехи, а 21. маја 1864. године Шапсуги и Убиси. Кавкаски рат је приведен крају.
Током устанка, један мањи руски одред пришао је пруској граници и био је принуђен да је пређе. Пруске власти нису разоружале руски одред, већ су га послале на погранични пункт, погодан за повратак у Русију. Овај случај представљао је иницијалну капислу за даље координисано дејство две земље против устаника. Русија и Пруска су 27. јануара 1863. године у Петербургу потписале конвенцију Алвенслебена (по пруском генералу Густаву фон Алвенслебену који је у име Пруске потписао конвенцију), која је омогућила да у случају неопходности војске обе земље пређу граници у уђу на територију ове друге. Бизмарк се врло озбиљно односио према опасности руског повлачења из Пољске и отворено је говорио да ће, у том случају, Пруска морати да окупира руски део Пољске.
Постојање руско-пруског споразума било је искоришћено, из разних разлога, од стране низа европских држава, које су изјавиле да потписивање конвенције Алвенслебена представља интернационализацију конфликта. Велика Британија је 2. марта 1863. године нотом стала у заштиту устаника. Како су показали догађаји који ће уследити, Лондон није био много забринут судбином Пољака, већ је желео да искористи пољски устанак како би дошло до краха француско-руског дијалога, у чему је имао великог успеха. 17. априла британској ноти придружиле су се Аустрија и Француска. Лондон и Париз, ослањајући се на одлуке Бечког конгреса из 1815. године, захтевали су повратак пољског устава и спровођење опште амнестије. Након њих су, нотама, мада не толико жестоким, у заштиту Пољака стале Шпанија, Италија, Шведска, Холандија, Данска, Португал и Османско царство. Настала је претња дипломатске изолације Русије. Међу ретким земљама које су одбиле учешће у дипломатском походу против Русије биле су САД, које нису могле да не узму у обзир благонаклоно држање Русије током грађанског рата у тој земљи.
Дана 29. јуна 1863. године земље Кримске коалиције су поново послале ноте које су садржале предлоге о примирју са Пољацима и сазиву конференције осам држава у вези са пољским питањем. Прелиминарни програм садржао је следеће захтеве:
1) Пуна и општа амнестија
2) Народно представништво које ће учествовати у законодавном процесу у земљи и које ће имати средства стварне контроле
3) Именовање Пољака на државне дужности ради стварања националне администрације која ће имати поврење земље
4) Потпуна и неограничена слобода савести и укидање свих ограничења у вези са практиковањем католицизма
5) Искључива употреба пољског језика као званичног језика администрације, органа правде и у образовном процесу
6) Увођене уређенијег и озакоњеног система регрутације.
Прихватање и спровођење ових захтева имало би као природну последицу одвајање Пољске од Руске империје. Кнез Горчаков је у депеши 1. јула 1863. године категорички одбио захтеве земаља Кримске коалиције, указавши да Русија од 1831. година влада Пољском не на основу одредби из 1815. године, него на основу права завојевача, те да претензије европских земаља ка Петербургу у том смислу, немају правног основа. Као одговор на то, Француска је почетком августа изјавила да враћа себи пуну слободу расуђивања и деловања, што је представљало званично денонсирање руско-француског споразума.
Руска влада је повећала количину војске у Пољској и Западном крају (Белорусија, Литва, Правобережна Украјина), спровела реформу земље, након чега је добила активну подршку од стране локалног сељаштва. На почетку устанка у Русији је постојала и помирљива струја, чије су присталице посматрале руско-пољски као сраман сукоб два словенска народа, опростивши устаницима много тога, између осталог и покушај убиства на спавању војника руског гарнизона. У свом првом чланку о побуни, Михаил Катков је позивао Русе да се не свете браћи након победе над њима. Међутим, позиција Запада и најрадикалнијих устаника дали су устанку опасни карактер политичког, чак и војног сукоба између Европе и Русије. Ноте западних земаља у вези са пољским питањем само су још више појачали такво расположење, при чему очевици догађаја нису ни мало размишљали о томе да ли те ноте представљају само ефикасну демонстрацију или не. Они су се спремали за рат веома озбиљно, схватајући мрачну перспективу таквог развоја догађаја. Руски војни министар, Миљутин, писао је да би рат са коалицијом европских држава у датом тренутку представљао катастрофу, као и да руска војска није спремна за рат јер се тек започело са њеном реформом, као и са стварањем нове војне организације.
Током прве половине 1863. године, војно министарство је повећало количину војске у Европи за 167 000 и она је достигла (не рачунајући Кавказ) 690 000 људи са 1026 топова, од чега је у варшавском, вилнуском и кијевском округу било смештено 342 000 војника и 410 топова. У августу је бројност војске у тим окрузима достигла 405 000 људи и 442 топа. Бојева готовост војске била је ниска, а опасност пораза у случају сукоба са земљама Кримске коалиције сасвим реална. Недостајало је резерви и материјалне потпоре. Услед страха од поновног суочавања са ситуацијом у којој куповина оружја у иностранству неће бити могућа, војно министарство је одлучило да прошири сопствену базу производње оружја. 1863. године одлучено је да невелика фабрика пушака у Петербургу неће бити довољна за потребе војске, те је подигнута на ниво завода. Још један завод (будући чувени Обуховски завод), почео је да се гради у Петербургу, а такође су на Ками, близу Перма, постављени темељи гвожђарско-пушчаног и челично-пушчаног завода. Међутим, ове мере нису могле да брзо донесу резултате. У то време многи одреди били су у процесу формирања или су били у плану. За случај рата, припремљена су за одбрану приморска утврђења, а убрзано су се утврђивали и Кронштат и Керч. На изградњу Кронштатске тврђаве 1863. године издвојено је 2,1 милион рубаља. Чак и на ушћу Неве градила се резервна линија одбране, која се састојала из батерије тешке артиљерије.
Након окончања Кримског рата, руска влада је готово двоструко смањила војне трошкове, које је 1859. године успела да стабилизује, не дозвољавајући њихов даљи раст. Међутим, пољски устанак је принудио Александра II да престане са таквом политиком. 1863. године војни расходи износили су 37,8% укупних државних расхода, док је 1864. године њихов удео износио 34,97%. Повећање војних расхода изазвало је драстично погоршање финансијске ситуације у Русији- дефицит државног буџета 1862. године износио је 34 850 000 рубаља, а 1863. године 123 016 790 рубаља. 1864. године буџетски дефицит смањен је до 90 милиона рубаља, при чему су приходи земље износили 421,9 милиона рубаља, а расходи 411,9 милиона рубаља. Захваљујући спољнополитичкој стабилизацији и доследној политици штедње, министарство финансија је успело да оствари тенденцију смањења буџетског дефицита тек 1866. године.
Устанак у Пољској довео је до драстичне промене односа према Пољацима великог дела руског друштва. Са правне тачке гледишта, устаници су сматрани одметницима, но, у условима деловања војног законодавства, које је регулисало облике партизанског рата и методе борбе с њим, највише срџбе је изазивала партизанска тактика побуњеника, која се, по мишљењу многих, граничила с бандитизмом. Устанак 1830-1831. године, који је представљао обичан фронтовски рат војски и који је подразумевао опсаду тврђава, није изазвао оволико срџбе међу зараћеним странама. Норме партизанског рата- беспоштедност, одсуство јасне разлике између позадине и фронта, цивила и оних који то нису, биле су нешто на шта војна лица нису навикла. Уопштено говорећи, борба је попримила карактер који је према оценама савременика био веома сумњив са становишта законитости.
Ка јесени 1863. године, број жртава револуционарног терора у градовима достигао је 600 људи, док је број мучених сељака, који нису били симпатизери пољског националног покрета, био знатно већи. На чело руске администрације у Пољској постављен је гроф фон Берг, а на чело виленског генерал-губернаторству генерал М.Н. Муравјев. Њихова делатност, која се заснивала на репресијама над побуњеницима и гарантовању мира грађанима оданим круни, показала је чврсту решеност власти да стане на крај револуционарном терору. Уз пуну подршку Петербурга, спроведена је реформа која је нанела озбиљан ударац племству, као основној социјалној и економској бази устанка. Сељаци у Пољском царству постали су власници земље коју су до тада користили, фактички без откупа од спахија. Ситуација у генерал-губернаторству била је још сложенија- на територији четири његове губерније живело је, према различитим проценама, између 2 и 2,8 милиона Белоруса и између 1 и 1,4 милиона Литванаца. У главном је реч била о сељацима. Осим тога, у том делу земље живели су и Руси, Јевреји, Татари, Немци, Летонци и Пољаци. Последњи, иако су се налазили у апсолутној мањини чинили су изразито велики број спахија у четири  губерније, и то: 85% у Виленској, 95% у Гродненској, 78% у Ковенској и 94% у Минској губернији. Међутим, племство је остало најјача социјална потпора устанка, планирајућу да, у случају његовог успеха, територије 4 губерније припоји Пољској.
Већ у априлу 1863. године, као одговор на убиство руских војника, сељаци Витебске губерније уништили су неколико устаничких одреда и 20 имања. У белоруским губернијама је настала опасност понављања догађаја у аустријској Галицији из 1846. године, када су Пољаци-спахије били подвргнути масовном истребљењу. По наређењу Муравјева, пољске спахије су морале да плаћају привремену новчану дажбину од 10%, док су имања учесника побуне морала да плаћају усиљену дажбину од 20-30%. Спахије руског и осетниског порекла плаћали су дажбину од 5%, која је касније смањена на 1,5-2,5%. Од пореза на земљиште, узетог од прихода свих спахија Северо-западног краја, у државну касу се слило 2,6 милиона рубаља. За губитке нанете од стране побуњеника сељацима и другим слојевима друштва, посебним дажбинама обухваћена су сва имања са која су вршени напади на руске војнике и људе одане императорској круни. На тај начин, пољско племство је платило још 800 000 рубаља. Имовина активних учесника покрета је секвестрирана. Таквих имања је у јуну 1863. године било је 369, чиме је нанет озбиљан ударац материјалној бази устанка.
Из редова локалног сељаштва формиране су наоружане карауле, у којима су активно учествовали сељаци белоруских и, пасивно, сељаци литванских губернија. Реформа из 1861. године коригована је уз веће обраћање пажње на интересе сељака. Сељачки поседи увећани су на рачун повратка земље, отету од стране спахија у периоду 1857-1861. године, као и давањем земље која је припадала сељацима који су остали без ње. У Виленској губернији, такви резови износили су око 2,5% величине сељачког поседа, у Ковенској- не више од 3,5%, у Гродненској 5,4% и у Могиљевској око 7,8%.
Са друге стране, Муравјев је жестоко и бескомпромисно одговарао на револуционарни терор репресијама. До јула 1864. године из његове области протерано је 177 католичких свештеника, а све расходе за издржавање ухапшених или прогнаних свештеника сносила је католичка црква. 7 католичких свештеника било је стрељано. Од марта 1863. до децембра 1864. године у генерал-губернаторству је кажњено 128 људи, при чему је 68 смртних казни одредио Муравјев лично. Ни припадност племству, ни везе у Петербургу, ни чин католичког свештеника, нису допринели ублажавању казне, уколико се радило о пљачки или убиству официра, војника или чиновника, сељака или православног свештеника. Осим тога, пресудама војног суда лишено је права издржавања и послато на робијашки рад 972 људи, 573 људи послато је ради насељавања удаљених делова Сибира, 854 ради насељавања удаљених делова Сибира, 345 ради одслужења војног рока, 864 је послато у кажњеничке јединице, 4096 (око 800 породица) послато је ради насељавања државних имања у унутрашњости империје, 1254 људи расељено је у унутрашњост империје, а из краја је прогнано 629 породица локалне шљахте. У оквиру административног поретка, Муравјев је из генерал-губернаторства прогнао 279 људи. Уоште узев, прогнана лица из Северо-западног краја представљала су већину (57%) учесника устанка над којима су чињене репресије. Муравјев и Берг успели су да релативно брзо постигну промену расположења пољских сељака који су се колебали и да награде белоруске и литванске сељаке за њихову оданост. Након тога, устанак је био осуђен на пропаст и брзо је почео да се гаси.
Истовремено, дошло је до промене односа према устанку у самој Русији. Део руског друштва који се није слагао са дејствима Пољака захватио је раст патриотских осећања. Присталице револуције и радикали били су изоловани. Александар Херцен, који је стао у заштиту Пољака и који је од 1856. године био један од неспорних ауторитета у руској либералној јавности, био је одбачен управо од те исте јавности. Његов лист „Звоно“, који је издавао у Лондону, 1862. године је слат у Русији у тиражу између 2500 и 3000 примерака. Од 1863. године, тираж „Звона“ је пао на 500 примерака и, упркос томе што је наставио да излази још пет година, његов тираж никада више није прешао ту цифру. Талас родољубивих осећања и једномишља у Русији веома је изненадио странце.
У ситуацији у којој се сукоб са Великом Британијом и Француском чинио сасвим могућим, Русија је пронашла савезника у лицу САД. За разлику од својих противника, Петербург је за време грађанског рата у САД указао дипломатску помоћ Северу. На таласу Француске интервенције у Мексику и британске саботаже трговине Севера у корист Конфедерације, Петербург је одлучио да пошаље своје ескадре на обалу САД. 13. септембра 1863. у Њујорк су стигле две фрегате под командом контра-адмирала Лесовског. До краја месеца, ова ескадра је појачана са још две корвете и једним клипером. 1. октобра 1863. године 4 руске корвете и 1 клипер су, под командом контра-адмирала Попова, стигле у Сан Франциско. Са тих положаја, руски бродови су, ослањајући се на подршку САД, могли да угрожавају поморске комуникације Велике Британије на Атлантику и на Тихом океану. Иако војни значај тих операција није био велики, Велика Британија је врло озбиљно схватила ову претњу. Долазак руске ескадре имао је и друго значење. Русија је била једина велика држава која је подржала Вашингтон у време грађанског рата, што је изазвало одушевљење у обе земље.
Што се тиче антируске коалиције, до њеног стварања није дошло ни 1863, ни 1864. године. Аустрија, Велика Британија и Француска нису биле спремне да у својој подршци Пољској иду даље од слања дипломатских демарша. Свака од тих земаља имала је значајне проблеме на унутрашњем плану- избори 1863. године ојачали су опозицију Наполеона III, Франца Јозефа је бринуо раст незадовољства у Мађарској, док је у Британији дошло до заоштравања дебате у вези са изборном реформом. До почетка 1864. године устанак је био угушен. Русија и САД наставиле су своје зближавање против Британије, а његов резултат било је потписивање споразума о продаји Руске Америке (Аљаске и Алеутских острва) 30. марта 1867. године у Вашингтону. Овим споразумом Русија је уступила САД 1519 хиљада квадратних километара своје територије за 7,2 милиона долара у злату. Задржавање тих територија на којима је живело око 10 000 Алеута, 40 000 Индијанаца и 600 Руса (од тога 200 војника ииз гарнизона) било је веома проблематично за Русију.

## Почетак зближења са Пруском
Директна последица догађа из 1863. године било је зближење Русије и Пруске, чији је председник владе Ото фон Бизмарк стремио немачком уједињењу. Александар II је, за разлику од Горчакова, био разочаран идејом француско-руског савеза. Поред тога, руског цара су са Берлином повезивале и родбинске везе- његова мајка, царица Александра Фјодоровна, била је пруска принцеза, сестра пруског краља Вилхелма I. У ратовима за уједињење Немачке који ће уследити, Русија ће заузети позицију благонаклоне неутралности у односу на Пруску. Кримски рат и пољски устанак су показали да је Пруска једини могући савезник Русије и да је јачање њеног утицаја у Немачкој, а тиме и слабљење Аустрије, истовремено и у њеном интересу. Осим тога, након гушења пољског устанка, Русија је активирала своју политику у Централној Азији, што је, имајући у виду могуће заоштравање односа са Великом Британијом повећавало вредност савезништва са Пруском у Европи.
Дана 1. фебруара 1864. године аустријска и пруска војске извршиле су продор у Шлезвиг и Холштајн- територије насељене већински немачким становништвом, које је дански краљ Кристијан IX желео да припоји Данској. Аустрија и Пруска су, узевши у обзир чињеницу да су имале првокласне војске, као и позицију Русије, успеле да онемогуће како успешан отпор Данаца, тако и мешање треће стране у сукоб. Палмерстонове изјаве да у случају нарушавања права и независности Данске она неће остати сама, након пољског устанка нико није схватао озбиљно. Са друге стране, Француска, која је једина имала капацитет да се супротстави нападачима није могла то да учини због тога што је у фебруару 1864. године дошло до устанка у Алжиру, ради чијег гушења је морала да пошаље појачање.Уз то 40 000 њених војника још увек налазило у Мексику, помажући мексиканског цара Максимилијана.
Данска армија од 40 000 војника пружила је јуначки отпор аустро-пруским војскама, при чему је истовремено рачунала на могућност понављања ситуације из 1848-1849. године и интервенције великих сила, за чију координацију дејстава је било потребно време. Русија је категорички одбила да учествује у поморској демонстрацији коју је предложила Велика Британија. У исто време, британски предлог одбила је и Француска. Из тих разлога, Британија није одлучила да делује самостално, са жељом да не толико заштити Данце, колико да понови ситуацију из 1863. године и поново завади савезнике на континенту. Међутим, њени покушаји били су осуђени на пропаст.
Након завршетка рата са Данском, Бизмарк је почео са припремом рата против Аустрије, са циљем да заувек потисне њен утицај из Немачке. Из тих разлога, пруски канцелар се састао са Наполеоном III у Бијарицу, у октобру 1865. године, где су разматрали питање могуће компензације Француској за неутралитет у будућем рату. Уопштено говорећи, Француска је рачунала да ће у будућем аустријско-пруском рату играти улогу оружаног посредника, какву је Пруска желела да има 1859. године, за време француско-сардинског рата против Аустрије. Наполеону III је поново био потребан мали победоносни рат како би учврстио свој ауторитет, пољуљан већ очигледном катастрофом које му је донела војна интервенција у Мексику. Такође, француски утицај је веома пољуљан и на Дунаву, где је 1866. године дошло до озбиљних промена, које су отвориле могућност руско-пруске сарадње на Балкану.
Процес међународног признања уједињења Влашке и Молдавије још увек није био готов. У Румунији је у то време дошло до унутрашње кризе, изазване жестоким и бескрупулозним понашањем кнеза Александра Кузе, који се чврсто ослањао на Француску. 23. фебруара 1866. године у Букурешту је дошло до преврата, на чијем челу су се налазили румунски официри. Кнез Куза је прогнан, а власт је преузело намесништво. 26. марта исте године, након одбијања белгијског принца да прихвати румунску круну, за румунског кнеза изабран је принц Карол Хоенцолерн. Добивши позив на престо, он је погледао карту и одмах је схватио значај положаја новостворене државе, услед чега је и пристао да стане на њено чело. Нови румунски кнез је дошао у земљу 11. маја 1866. године, на дан почетка аустријске мобилизације против Пруске, са лажним пасошем на име руског трговца из Одесе. Почетак владавине Хоенцолерна у Румунији, готово да се подударило са почетком аустријско-пруског рата 1866. године.

## Одлучујуће године у спољној политици 1866–1868.

### Период 1866–1867.
Аустријски пораз код Кенигреца 1866. године био је и те како у руском интересу. Након добијања вести о пруској победи, Александар II је честитао пруском краљу, саветујући га са много такта да буде умерен у захтевима приликом закључивања мира. Истовремено, цар је изјавио краљу да жели да подржи споразум са Пруском, као и да она буде моћна и успешна. Пруска је корак по корак рушила темеље Кримског система. Међутим, њено прекомерно јачање почело је да брине Петербург. Горчакова је бринуло то што ће остварење Бизмаркових планова, по његовим речима, довести до поробљавања Немачке од стране Пруске и потпуно урушити европску равнотежу снага.
Након завршетка аустријско-пруског рата, у Петербургу су почели да мисле да превелико јачање Пруске у Немачкој може да оде предалеко. Наполеон III је почео са испитивањем могућности споразума са Петербургом у вези са немачким питањем. Међутим, његови покушаји наишли су на неповерење руске стране. Француска дипломатија је поново очекивала од Русије дејства, не потежући питање укидања ограничења Париског мировног споразума. 3. августа 1866. године Горчаков је писао Александру II да Наполеон III жели да увуче Русију у своју орбиту и да искористи руску отвореност да би ставио Пруску између две ватре у тренутку када то њему буде одговарало или да би оставио Русију на милост и немилост Пруској уколико пожели да подигне нови устанак у Пољској. Осим тих нимало пријатних чињеница, Петербург је морао да има у виду и другу опасност која се огледала у могућности зближавања Француске и Аустрије у вези са Источним питањем или територијалном компензацијом Бечу на Балкану. Није било искључено да би такву комбинацију могла да подржи и Пруска. Руска дипломатија није имала избора. Горчаковљева политика зближавања са Француском изазивала је све више критике. Под притиском својих противника, Горчаков је морао да призна да је озбиљан споразум са Пруском најбољи избор, ако не и једини могући.
Дана 7. августа 1866. године у Петербург је са специјалном мисијом послат генерал-ађутант пруског краља, барон Едвин фон Мантејфељ. 9. августа пруски изасланик је стигао у Петербург где га је примио Александар II. Генерал је руском цару представио програм будућег преуређења Немачке, што је на њега оставило врло тежак утисак. Александар II је сматрао да ће свргнуће малих династија подрити монархистички принцип, док је у сазивању општегерманског парламента видео револуционарну опасност. 10. августа Мајнтефељ се срео са Горчаковим са којим је разматрао могућност компензације Русији за њен пристанак на промену политичког уређења Немачке. Пруски изасланик је обећао подршку руским активностима у Централној Азији, Дунавским кнежевинама, а предложена је и промена границе у Галицији. Горчакова ти предлози нису занимали, те је пруски изасланик покренуо питање измена одредби Париског мировног споразума, што је одмах наишло на позитивну реакцију руског министра спољних послова. Преговори су се наставили и, већ 12. августа, Александар II је написао писмо пруском краљу у коме га је уверавао да Русија неће ни под којим условом подржавати противнике Пруске. Петербург је наставио да указује дипломатску подршку Берлину, што је имало велики значај за ситуацију која се Берлин налазио. Осим тога, по Бизмарковом наређењу, Мантејфељ је испитивао и расположење Петербурга у случају француско-пруског сукоба. Горчаков није дао никаква конкретна обећања, али је Мајнтефељ телеграфисао Бизмарку да може да одлучно делује против Француске.
У новембру 1866. године дошло је до посете пруског престолонаследника Петербургу, током које је потврђена сагласност у вези са пруском подршком Русији у укидању ограничена Париског споразума. Руско-пруско зближење, према коме Горчаков није имао никаквих симпатија, постало је реалност. Међутим, оно се није претворило у савез, што је давало наде Горчакову на остварење свог старог програма путем споразума са Француском, у том смислу и повратак заједничког деловања двеју земаља на Балкану. У августу 1866. године на Криту је почео устанак Грка против турске власти. Против устаника покренуто је 40 000 турских војника. Гушење устанка пратили су многи акти насиља против цивилног становништва. Део становника, блокираних у манастиру Аркадија, више су желели да разнесу залихе барута и погину него да падну у руке Турцима. Само у Атини, бежећи од масакра, нашло се преко 60 000 критских избеглица, у главном жена и деце.
Реакција европске јавности била је жестока. Становништво Крита пружило је жесток отпор Турцима. Значајну подршку устаницима указали су добровољци из Краљевине Грчке, који су се, заједно са оружјем, пребацивали на Крит помоћу малих бродова. Русија је подржала Грке залажући се за моментално уступање Крита Грчкој. Знајући да тако радикално решење нема изгледа на успех, Горчаков је предложио великим силама да разраде и предложе турској влади програм реформи на Криту. Овај предлог нису подржале Аустрија и Велика Британија из страха од распада Османског царства. Француска је свој пристанак условила солидарношћу Русије са француским интересима на Западу. Границе тих интереса нису прецизиране, али је у Петербургу владало уверење да је поново реч о обнављању француских граница из периода пре Бечког конгреса. Заједнички наступ великих сила ради заштите Грка је пропао и критски устаници нису добили никакву озбиљну подршку. Но, без обзира на то, Горчакову се чинило да је ситуација добра за ревизију Париског споразума. На специјалном саветовању у новембру 1866. године, на коме је председавао Александар II, предлог Горчакова да Русија једностраном декларацијом изјави да неће више поштовати одредбе Париског споразума које су се тицале неутрализације Црног мора, није наишао на подршку већине. Против овог предлога иступили су велики кнез Константин Николајевич, министар војни Миљутин и министар финансија Рејтерн, правдајући своје ускраћивање подршке чињеницом да флота, војска и финансије не би могле да издрже могуће потешкоће до којих би такав корак довео.
Критски устанак је озбиљно заоштрио ситуацију на Балкану. Руководство Кнежевине Србије на челу са кнезом Михаилом Обреновићем и председником владе Илијом Гарашанином. У мају 1865. године Србија је закључила савез са Румунијом, који је обновљен у јануару 1868. године. У септембру 1866. године склопљен је савез Србије и Црне Горе, а маја 1867. споразум о заједничким дејствима између српске владе и бугарских револуционарних организација, а савез Србије и Грчке августа исте године. Користећи тежак положај у коме са налазило Османско царство, Србија је, у јануару 1867. године, потегла питање повлачења преосталих турских гарнизона из Србије. У марту 1867. године Турци су били принуђени да се повуку из свих тврђава у Србији, укључујући и Калемегданску.
У јануару 1867. године турска реакција на српске захтеве још увек није била јасна, те је у Србију, са циљем упознавања са стањем њене војске, послата руска војна мисија на челу са генералштабним пуковником Лером. Како стање српске војске није било најсјајније, Русија је одлучила да пружи Београду војну и финансијску помоћ. 1867. године руска влада је послала Србији 2000 коња, 17 700 пушака, значајну количину резервних делова за артиљеријску муницију и 100 000 аустријских дуката. Плашећи се да ће се ситауција на Балкану отети контроли и надајући се у обнову француско-руског дијалога у вези са Источним, а, могуће, и немачким питањем, Горчаков је поново изнео своје гледиште Паризу. Поред тога, руског вице-канцелара је бринуло је и зближавање Аустро-Угарске и Француске.
У октобру 1866. године на место аустријског министра иностраних дела означен је жесток противник пруске политике у Немачкој, барон фон Бајст. Ради учвршћивања унутрашњег положаја Аустрије, Бајст је успео да убеди цара Франца Јозефа да пристане на компромис са Мађарима, услед чега се Аустрија претворила у Аустро-Угарску 1867. године, чиме је дошло до трајне стабилизације Дунавске монархије. У Паризу су, сасвим основано, могли да очекују раст реваншистичких расположења у Бечу и могућу подршку у будућем рату са Пруском. Бајст је веома озбиљно размишљао о могућности понављања Кауницове коалиције, сматрајући да би први корак ка њој био постизање разумевања са Француском. Гаранција да ће у оквиру тог процеса мишљење Русије бити уважено није било.
У меморандуму од 6. априла 1867. године Горчаков је изложио свој програм решења Источног питања, заснован на спровођењу реформи, усмерених на ширење територијалне и општинске аутономије у деловима Османског царства у којима је преовлађивао хришћански елемент. Предлагао је да се од султана добије сагласност за стварање следећих аутономних покрајина: 1) Румелија с делом Македоније; 2) Бугарска; 3) Босна, Херцеговина, Албанија и пашалуци Старе Србије; 4) Епир, Јужна Албанија, Тесалија и део Македоније; 5) Спорадски архипелаг на челу са Хиосом. План је претпостављао практично остварење принципа једнакости представника различитих вероисповести пред влашћу и законом. Свака провинција делила би се на округе и општине, којима је требало да управљају изабрана лица, која би водила рачуна о расподели и прикупљању пореза и поштовању закона. Такође, требало је да се створе и мешовити судови и милиција по пропорционално-религијском принципу, као и да се уведу као званични (осим турског) и локални језици и да хришћани и јудејци добију право откупа од службе у турској војсци. Овај предлог био је део дијалога са Француском, који је Наполеон III одбио. Париз није био заинтересован за реформе које би могле да доведу у питање територијалну целовитост Османског царства, као његовог највећег дужника на Истоку (већ до 1863. године влада Османског царства је закључила десет спољних зајмова у износу од милијарду франака, при чему је сваке године та сума постајала све већа).
Осим финансијских разлога, Париз је имао на уму и политичке. Надајући се да ће искористити зближавање са Аустро-Угарском, чији се канцелар, Бајст, надао стварању широке антипруске коалиције, Наполеон III је желео да погоршање односа са Великом Британијом. Управо из тих разлога, он је у новембру 1866. године одбио иницијативу Бајста о сазиву конференције која би требало да укине одредбе за Русију ограничавајућих норми Париског мировног споразума. Из тих разлога, уследило је одбијање Бајстовог предлога да се пристанак Француске надокнади њеним јачањем у Египту, као и не тако конкретних предлога Бизмарка. Наполеона III је много више интересовала компензација у Западној Европи, а у то време- у Луксембургу. По том питању, он није могао да рачуна на разумевање Бизмарка.
На новогодишњем балу 1867. године, Наполеон III је у поверљивој беседи са руским послаником, бароном Будбергом, изложио своје виђење актуелне ситуације. Француски цар је објашњавао своје ускраћивање подршке руској иницијативи по питању Крита, својим недостатком вере у могућност остварења резултата и предложио је Русији да делује сама. На то је руски посланик одговорио да је то препоручивање политичке катастрофе- управо је недостатак заједничке европске платформе разлог одбијања Османског царства да пође на уступке. Слично је било и са другим позицијама Наполеона III у вези са питањима која су за Русију била значајна- он се противио мешања у послове балканских земаља у случају почетка рата у том региону, као и покретању питања укидања ограничавајућих одредби Париског споразума, при чему је предлагао Русији сарадњу на Западу. Од Русије је очекиван благонаклона неутралност у будућем француско-пруском рату. Следећег дана, Будбергу су стигла уверавања Наполеона III о неограниченом поверењу које он има у Александра II, изразивши тиме уверење да не постоји чвршћа гаранција од речи руског цара. На вест о томе Александар II је изјавио да је поласкан изјавом француског цара, али да због ње није изгубио памет.

### Период 1867-1868.
Интереси Русије и Француске нису се озбиљније подударали нигде. Руски министар спољних послова је још једанпут покушао да искористи могућност договора са Наполеоном III приликом личног сусрета са императором. Александар II и Горчаков посетили су Светску изложбу у Паризу, где су боравили од 1. до 11. јула 1867. године.
Долазак руског цара догодио се готово одмах након што је изолована Француска била принуђена да се одрекне својих претензија на Луксембург- Лондонска конференција је у мају 1867. године признала његову неутралност, пруски гарнизон је изведен из тврђаве, а сама тврђава је уништена. Русија и Француска су поново покушале да нађу заједнички језик. Дочек Александра II у Паризу био је веома свечан- на станици је царски воз дочекао лично Наполеон III праћен највишим француским бирократама. Међутим, очекивања руског министра спољних послова нису се испунила. На руско-француске односе опет је пала сенка због пољског питања.
Пред одлазак руског цара у Француску, на предлог шефа жандармеријског корпуса, генерал-грофа П.А. Шувалова, 17. маја 1867. године, објављена је амнестија за учеснике устанка из 1863. године („Вержболовска амнестија“). Према амнестији, све незавршене истражне радње у вези са устанком 1863-1864. (осим ако нису у питању тешка кривична дела- убиства, пљачке, подметање пожара и слично) обустављене су, а забрањено је и отпочињање нових у вези са истим догађајем. Људима који су рођени у Пољском царству, а који су прогнани одатле према наређењу администрације, дозвољен је повратак у отаџбину. Изгнаним лицима рођеним у западним губернијама дозвољено је пресељење у Пољско царство. Обе одлуке нису се односиле на изгнано католичко свештенство.
Ова мера је била срачуната на добијање најбољег могућег пријема у Француској, у којој је било великих симпатија према Пољацима, и у којој је постојала значајна пољска заједница. Међутим, ова очекивања се нису оправдала. 4. јуна 1867. године приликом посете Александра II Палати правде у Паризу, цар је дочекан демонстративним повицима: „Живела Пољска!“ од стране адвоката Флокеа, а два дана након тога, 6. јуна, у Булонској шуми на Александра II је покушан атентат од стране А.И. Березовског, чије се суђење претворило у демонстрацију наклоности француског друштва према пољским револуционарима.
Протоколарне мере- огромна парада на којој је учествовало око 60 000 људи, свечани сусрети руског и француског цара и пруског краља- нису могле да ублаже непријатан утисак приликом боравка Александра II у Паризу. Резултати преговора од 3. јуна 1867. године између Горчакова и Наполеона III, такође нису давали разлога за оптимизам. О најважнијем питању за Русију- укидању ограничавајућих одредби Париског мировног споразума- није било ни речи. Дотицање питања Крита довело је до још једне констатације да су позиције обе стране на Истоку различите.
На тај начин, посета Александра II Паризу није довела до побољшања руско-француских односа. 13. јуна 1867. године, поводом 50. годишњице своје службе, Горчаков је унапређен у звање државног канцелара. Међутим, главни циљ његове спољнополитичке платформе остао је још увек неиспуњен. Цена савеза са Русијом била је за Париз исувише велика. 19. августа 1867. године дошло је до сусрета Франца Јозефа и Наполеона III у Салцбургу, на коме је, између осталог, дошло до потписивања споразума о подржавању status quo-a у Османском царству- Париз и Беч су се обавезали да спрече припајање Крита од стране Грчке, као и мешање Русије у кризу на Балкану. У случају уласка руске војске на територију Румуније, та земља би била окупирана од стране Аустро-Угарске. На овај начин, поново је дошло до стварања кримске комбинације, која је, овај пут, поред Русије, била уперена и против Пруске (Аустро-Угарска и Француска договориле су се да подрже очување status quo и на југу Немачке).
Последице овог споразума брзо су постале видљиве на Балкану. Напад балканских савезника требало је да се догоди 1. октобра 1868. године, по окончању жетве, која је требало да опскрби 60 000 српских и 30 000 грчких војника. Међутим, то се није догодило. Непријатељско држање западних земаља искључило је могућност руске подршке или чак њено стварање повољног амбијента у коме би дошло до немешања других држава. Сарадњу Русије и Француске на Балкану, такође је уништила дипломатија Наполеона III.
Још у марту 1867. године српски кнез Михаило Обреновић обавио је посету Цариграду, са циљем да се захвали султану за уступање тврђава, што је одмах изазвало подозрење код савезнике Србије и заоштрило унутрашњу ситуацију у земљи. У августу 1867. године дошло је до сусрета кнеза Михаила и председника мађарске владе грофа Ђуле Андрашија, на коме је српски кнез обавештен о аустро-француском зближењу и предложено да се одрекне планова о свргавању османске власти на Балкану. У замену за то, Андраши је предлагао кнезу подршку пројекту уступања Босне и Херцеговине Србији. Кнез Михаило је изразио пристанак на ту понуду, након чега је уследила оставка председника владе Илије Гарашанина, главног присталице Балканског савеза. Након убиства кнеза Михаила, 10. јуна 1868. године, дошло је до распада Балканског савеза.
Дана 11. децембра 1868. године Османско царство је послало Грчкој ултиматум. Грчка је у року од 5 дана морала да престане са слањем на Крит добровољаца, оружја и хране, под претњом прекида дипломатских односа и бомбардовања грчких лука. Настала је претња грчко-турског рата који је могао да се заврши једино потпуним поразом Грчке. Како би се избегао такав развој догађаја, Горчаков је предложио да се грчко-турски спор размотри на конференцији, до чијег сазивања је дошло у јануару 1869. године у Паризу. На инсистирање Велике Британије и Француске, конференција је усвојила декларацију, према којој је Грчка морала да прекине сваку антиосманску делатност, пре свега подршку критским устаницима. Русија, нашавши се у изолацији, није могла да саботира усвајање тог документа, и Горчакову није преостало ништа друго осим да препоручи грчком краљу Ђорђу да прихвате услове из декларације. Убрзо након тога устанак на Криту је угушен, што је представљало сумњив успех француске дипломатије, који није успео да реши проблеме који су стајали пред Другом империјом. У Петербургу нису имали сумње да се Француска спрема за рат против Пруске и да у том сукобу рачуна на подршку Беча и Лондона.

## Држање Русије у француско-пруском рату и укидање ограничавајућих одредби Париског мировног споразума

### Уједињење Немачке- Избор Петербурга
Француска је рачунала на сопствене снаге и на старе, проверене политичке комбинације. Поново је дошло до стварања спољнополитичке конструкције по обрасцу из 1856. године, која је била непријатељски настројена, како према Русији, тако и према Пруској. Као резултат тога, Петербург је одлучио да подржи Берлин, који је 1866. године почео да руши „Кримски систем“. Пријатељски руско-пруски односи учвршћени су сусретом Александра II и Вилхелма I 1868. године, што је у предвечерје француско-пруског сукоба било од посебне важности. У фебруару 1868. године Александар II је послао писмо пруском краљу у коме је изразио жељу за продужењем споразумевања између Пруске и Русије, започето још под Александром I и Фридрихом Вилхелмом III. Као резултат дугих пруско-руских консултација, 13. децембра 1868. године, Александар је пристао да у случају француско-пруског рата постави 100 000 војника на границу са Аустро-Угарском, у замену за подршку Пруске укидању ограничавајућих одредби Париског мировног споразума. До закључивања формалног савеза није дошло и обе стране су се сагласиле да се ограниче само на усмено споразумевање.
Вилхелм I је био већ стар човек и није желео да ризикује нови рат, тим пре против државе са тако јаком војном репутацијом, као што је била Француска. Он је пристао на уступке који су омогућили Пруској да изађе из кризе без штете по њено достојанство, обећавши да ће незванично препоручити своме рођаку да промени одлуку о прихватању шпанске круне. Ситуација у Шпанији је додатно ишла на руку пруском краљу. Наиме, шпанска влада, застрашена Француском реакцијом, деловала је у истом правцу као и Вилхелм I. 12. јула 1870. године принц Леополд се одрекао претензија на шпанску круну. Вилхелм I и Бизмарк су отишли у бању Емс, у којој су се у јуну исте године налазили Александар II и Горчаков. Током сусрета двојице монарха, првенствено је било речи о ситуацији у Румунији и Пољској, при чему су Пруска и Русија разматрале мере против Аустро-Угарске, али не и против Француске.
Међутим, убрзо је провокативно понашање Француске навело Русију и Пруску да поново потегну питање благонаклоне неутралности Русије у могућем француско-пруском сукобу. Александар II је потврдио споразум из децембра 1868. године и чак је отишао корак даље- обећао је да ће у случају мешања Аустро-Угарске у француско-пруски сукоб ставити 300 000 војника на границу са том земљом, а, у случају потребе, и заузети Галицију. Заједнички боравак пруског краља и руског цара отворено је говорио о блискости Русије и Пруске, али то није нимало утицало на позицију Париза.
Након новог француског захтева по коме је Вилхелм I требало да гарантује да принц Леополд неће променити своју одлуку, Ото фон Бизмарк је, након добијања гаранција од војног министра фон Рона и начелника генералштаба фон Молткеа да ће Француска бити поражена у предстојећем рату, избацио из пруског одговора Француској последњи део који је указивао на могућност наставка преговора између две земље, чиме је Француска добила дуго очекивани повод да започне рат. Рат је желео и Бизмарк, као и пруски војни врх, који је био убеђен у супериорност своје војске, те је желео да обезбеди најповољнију спољнополитичку ситуацију за отпочињање ратних дејстава. Предлог Русије о сазиву конференције био је игнорисан. У Паризу и Лондону је, не без основа, постојала бојазан да ће у случају њеног сазива Горчаков поставити питање укидања ограничавајућих одредби Париског мировног споразума.
Дана 19. јула 1870. године Француска је објавила рат Пруској. На самом почетку рата, већина европских политичара је очекивала брзу победу Француске, а није се искључивала ни могућност мешања у сукоб Аустро-Угарске и Данске. У Бечу су постојале јаке позиције присталица реванша, а активирала се и пољска аристократска партија, посебно присталице Владислава Чарториског, које су маштале о делимичној обнови Пољске након уништења Пруске, под руководством аустријског цара. Међутим, Франц Јозеф није желео да ризикује улазак у нови рат без гаранција успеха Француске, између осталог и због позиције Русије.
Циркуларом од 27. јула 1870. године Русија је прогласила неутралност у француско-пруском рату. Безусловно, реч је била о благонаклоној неутралности у корист Пруске. Већ 23. јула, Александар II је упозорио аустро-угарског посланика у Русији да сматра пољско питање „директним интересом Русије“ и да ће оно бити стављено на дневни ред уколико Аустро-Угарска заузме непријатељску позицију у односу на Пруску, уз констатацију да ће и он тада прећи на оружану неутралност и послати војску на границу са Аустро-Угарском. Осим тога, Александар II је у име пруског краља гарантовао неприкосновеност аустро-угарских граница, што је одмах након тога потврдио и Бизмарк. Резултат тога било је одустајање Беча од моменталног мешања у француско-пруски сукоб, мада је у случају Француске победе било могућа промена позиције Аустро-Угарске. За случај да се тако нешто деси, Миљутин је разматрао могућност концентрисања у Пољској војске до 350 000 људи, а 117 000 на Волињи.
Русија је у потпуности испунила преузете обавезе према Пруској. У августу 1870. године Бизмарк је саопштио Петербургу да може да рачуна на подршку Пруске по питању ревизије Париског мира.
Након француског пораза код Седана, званично гласило руског министарства спољних послова, Journal de St-Petersburg, је, уз одобрење Горчакова, објавило како Русија жали због поремећаја европске равнотеже снага, али да ту речи нису од помоћи пошто Француска плаћа за своје политичке грешке и за своје „националне пороке“, који се, по речима аутора, односе на чињеницу да та земља није давала Европи да живи у миру још од Наполеона I. 18. јануара 1871. године проглашено је Немачко царство.

### Крај Кримског система и укидање ограничавајућих одредби Париског мировног споразума
Француско-пруски рат створио је услове за укидање за Русију ограничавајућих одредби Париског мировног споразума. У августу 1870. године руски посланик у Османском царству, гроф Н.П. Игњатијев, је у разговору са великим везиром Али-пашом поставио питање укидања ограничења на Црном мору путем руско-турског споразума. Турци нису журили са одговором- велики везир се држао оријентације на Француску и није очекивао њен брзи пораз у рату против Пруске. Горчаков није желео да сачека крај француско-пруског рата зато што није превише веровао у Бизмаркову захвалност. 15. октобра 1870. године дошло је до заседања под председништвом цара у Царском селу, на коме је разматрано питање могућих дејстава Русије у вези са питањем ревизије Париског мировног споразума. Цар је говорио о неопходности укидања за Русију неповољних одредби овог споразума. Међутим, министар финансија Рејтерн је, као и у новембру 1866. године, препоручивао крајње опрезну позицију, у чему га је подржао и министар унутрашњих послова А.Е. Тимашев. Министар војни, Д.А. Миљутин сматрао је да Русија треба само да се ограничи изјавом о поновном успостављању својих суверених права на Црном мору, како не би дошло до потребе примене силе у случају да Румунија не прихвати ову одлуку. Последица тога била је одлука да се не потежу питања Јужне Бесарабије и демилитаризације Аландских острва.
Дана 19. октобра 1870. руска влада је Горчаковљевом циркуларном депешом обавестила остале државе потписнице да, имајући у виду многа кршења Париског мировног споразума од стране других држава, Русија више не сматра себе обавезном да се придржава његових ограничења. Русија је вратила себи право  наоружавања на Црном мору, не изражавајући противљење да султан уради исто, уверавајући све да нема ни најмању жељу да отвори Источно питање.
Као што је Горчаков и предвидео на саветовању у Царском селу, реакција на руску изјаву била је „рат на папиру“. Велика Британија је на руску изјаву уложила оштар протест, али, немајући савезника на копну, није могла да уради ништа поводом тога (упркос моћној флоти њена копнена војска бројала је око 100 000 људи). Немајући подршку Париза и Беча, а не желећи да ризикује рат, Велика Британија се обратила за подршку Берлину. На изненађење Бизмарка, који је сматрао наступ Русије несвојевременим, влада Велике Британије га је питала да ли Севернонемачки савез намерава да се придружи конвенцији од 16. априла 1856. године о очувању ограничавајућих одредби Париског мира. Британски предлог Бизмарк је категорички одбио, а на британско питање о могућој неутралности Немачке у случају заоштравања руско-британских односа, дао је сасвим неодређен одговор. Услед тога, Велика Британија је била принуђена да призна свршен чин и приступи преговорима.
Дана 17. јануара 1871. године почео је рад Лондонске конференције, на којој су разматране одредбе новог режима пловидбе мореузима. Представници Велике Британија и Аустро-Угарске захтевали су да, у замену за прихватање укидања ограничавајућих одредби, нови режим пловидбе буде њима у корист, као и да им се омогући стварање морских база на територији Османског царства, што је правдано жељом да се заштити безбедност те земље. Међутим, против овог предлога иступио је, не само руски, већ и турски представник.
Услед овога, 13. марта 1871. године дошло је до потписивања конвенције, која је ставила тачку на дискусију о промени режима пловидбе. Представници Русије, Велике Британије, Аустро-Угарске, Немачке, Италије, Француске и Османског царства потврдили су укидање неутралности Црног мора и принципа затворености мореуза за војне бродове из 1841. године. Међутим, султан је добио право отварања мореуза према сопственом нахођењу за бродове пријатељских и савезних држава. Ово султаново право обезбеђено је под притиском Велике Британије и имало је отворено антируски карактер. Црно море остало је отворено за трговачке бродове, усвојен је низ одредби у вези са пословима чишћења доњег тока Дунава, а чији је циљ био побољшање услова пловидбе по тој реци.
Главни резултат конференције било је међународно признање укидања ограничавајућих одредби из 1856. године у вези са правима Русије на Црном мору. Горчаковљев програм био је остварен. 30. марта 1871. године, на дан ратификације лондонског споразума, Горчаков је добио кнежевску титулу.

## Велике реформе Александра II

### Реформа села

#### Почетак припреме реформе села
Прва званична изјава власти да жели да отпочне с припремама за ослобођење сељака дата је од стране Александра II 30. маја 1856. за време његовог говора представницима московског племства. Цар је изјавио да је указао на опасност бесконачно дугог очувања крепосног права, рекавши да је боље извршити његово укидање одозго, него да до њега дође одоздо. Ово је био тачан израз алтернатива које су стајале пред владом- или реформа села и решавање сељачког питања или очекивање побуне у народу.
Изјава императора, схваћена као јасан израз самодржавне иницијативе, довела је до пројеката за укидање крепосног права (кметства), које су, у главном, писали племићи, а чија је заједничка карактеристика била констатација да је ослобођење сељака неизбежно. Разлике међу пројектима зависиле су од локалних услова, као и размера спахијских газдинстава. У губернијама у којима је преовладао чернозем (црница), где је главну вредност представљала земља, предлагало се да она остане у рукама племства, уз омогућавање невеликог откупа за слободу сељака. Пројекат полтавског спахије М.П. Позена истицао је да ће мала количина земље у рукама сељака обезбедити спахијама извор јефтине радне снаге и истовремено ће представљати препреку за одлазак сељака из села. У крајевима у којима није преовладавао чернозем, спахије су биле спремне да дају сељацима највећу могућу количину земље ниске плодности, али су истовремено били заинтересовани за то да размере откупа буду велике. О томе се говорило у белешци тверског спахије и друштвеног делатника А.М.Унковског. Он и његови истомишљеници инсистирали су на што бржем решењу сељачког питања, што је сматрано знаком либерализма, у тренутку када је Позен давао предност постепености. За очување дугог прелазног периода били су заинтересоване спахије у степском појасу, где су доминирала крупна газдинства и где је недостајало радне снаге. У пројекту самарског спахије, славенофила и реформатора Ј.Ф. Самарина заговарано је ослобођење сељака са земљом уз очување десетогодишње обавезе баршчине (бесплатан принудан рад на спахијској земљи). Степске спахије биле су равнодушне према суми откупа земље. Важну улогу играла је белешка Н.А. Миљутина о ослобођењу сељака на имању велике кнегиње Јелене Павловне. Пројекат је предлагао моментално ослобађење сељака, заједно са земљом и за откуп. То су биле три кључне тачке будуће реформе.
Сељачко питање разматрано је и у недељницима, којима је давала тон либерално оријентисана јавност. Оно што је заједничко било за њих јесте признавање водеће улоге владе и поглед на сељака као на млађег брата, кога је потребно постепено уздизати до спознаје својих грађанских права и слобода. Посебну позицију заузимао је Н.Г. Чернишевски, који је на страницама Савременика инсистирао на моменталном ослобађању сељака заједно са земљом и без ма каквог откупа. У темљу овог виђења налазило се уверење да ће ослобођење сељака отворити пут Русије ка социјализму.
У јануару 1857. године образован је Тајни комитет за разматрање мера ради уређења свакодневице спахијских сељака. По саставу и природи делатности овај комитет се мало разликовао од других тајних комитета из периода Николаја I. У јесен исте године, виленски генерал-губернатор и лични пријатељ цара, В.И. Назимов, успео је да убеди племство своје области да се обрати врховној власти ради укидања крепостног права. На тај начин, племство је преузимало на себе иницијативу за припрему реформе. Рекскрипт од 20. новембра 1857. године, који је послат као одговор Назимову, изложио је први владин програм реформи. Она је остављала спахијама право власништва над свом земљом, дајући сељацима на коришћење земљане уделе у замену за одређене обавезе, а предвиђала је и могућност откупа газдинстава. Ради припреме реформе, царев рескрипт је предлагао стварање племићких комитета у Виленској, Ковенској и Гродненској губернији. Рексрипт Назимову послат је у свим губернаторима и предводницима племства на нивоу губерније и објављен је месец дана након тога. Његова појава је означила гласно изражену намеру владе да у најкраћем могућем року реши сељачко питање. Ускоро, 5. децембра 1857. године, уследио је сличан рескрипт на име петербуршког губернатора П.Н. Игњатијева. Ово је представљало прво охрабрење великоруског племства за његову исказану жељу да приступи разматрању услова ослобађања сељака. Након тога, у сусрет јасно израженој вољи самодршца, пошло је и племство осталих губернија.

#### Главни комитет за сељачко питање и Редакционе комисије
У фебруару 1858. године Тајни комитет преименован је у Главни комитет за сељачко питање, коме је Александар II препоручио рад на следећим основама: 1) да сељак одмах осети да се његов живот побољшао; 2) да се спахија одмах умири тиме што су његови интереси осигурани; 3) да се јака власт ни минут не колеба, нити да јавни поредак ни на минут не буде нарушен. Током године у европском делу Русије је створено 46 губернијских комитета за сељачко питање. Њихов састав чинили су изабрани представници племства и чланови именовани од стране владе. Председавајући комитетом био је губернијски предводник племства. Комитети су имали задатак да припреме пројекте реформи за своје губерније. Губернијски комитети су морали да следе иницијативу самодржавне власти, али су већину у њима чиниле спахије, које нису биле спремне да се растану са својим племићким привилегијама. Неретко је у комитетима долазило и до жестоких спорова између њихових представника и представника либералне мањине. Међутим, упркос свој жестини сукоба, руско племство је било јединствено по питању жеље за очувањем својих племићких права и обезбеди своје имовинске интересе.
При Главном комитету, у марту 1859. године уведене су Редакционе комисије, чија је улога била разматрање материјала које су слали губернијски комитети и састављање пројеката општих закона о ослобађању сељака. У суштини, реч је била о једној комисији, на чијем челу се налазио генерал Ростовцев, који је чврсто спроводио вољу императора. Приметан утицај на решавање сељачког питања имао је министар унутрашњих послова Ланској. Након смрти Ростовцева у фебруару 1860. године, за новог председавајућег Редакционим комисијама именован је спахија Панин. Међутим, у то време исход реформе села није побуђивао никакве сумње. Значајну улогу у Редакционим комисијама имали су либералне бирократе Н.А. Миљутин, П.П. Семјонов, Н.Х.Бунге, а са њима су активно сарађивали и славенофили, чланови комисије Ј.Ф. Самарин и В.А. Черкаски.
Документ разрађен од стране Редакционих комисија под називом О стању сељака, разматран је од стране депутата губернских комисија, који су били специјално позвани у Петербург у августу 1859. и фебруару 1860. године. Депутати првог и другог позива су оштро критиковали пројекат, а суштина критике лежала је у њиховом незадовољству нарушавањем права племићке имовине. Неки депутати су условљавали будућу реформу променама локалне администрације и у судском систему, у њима је расла мисао уставног ограничења самодржавне власти, у корист племства. Александар II на то није пристајао.
У октобру 1860. године редакционе комисије су завршиле рад на пројекту О стању и он је доспео на разматрање у Главном комитету, а затим и у Државни савет. Александар II био је одлучан и приликом отварања Државног савета изјавио је да свако даље одлагање решења сељачког питања може бити погубно за државу. У Државном савету усвојен је предлог П.П. Гагарина о „поклоњеном уделу“, које је подразумевало давање сељацима након узајамног споразума са спахијама на поклон четвртину земљаног удела од укупног броја душа на газдинству, што је водило очувању земљаног фонда у корист племства.

#### Укидање крепостног права (кметства)
Александар II је 19. фебруара 1861. године потписао Манифест којим је обавестио да кметови добијају иста права као и слободни сеоски житељи. Аутор прве варијанте манифеста био је Ј. Самарин, а затим је његову редакцију извршио митрополит Филарет (Дроздов). Заједно са Манифестом потписана је Положеније од 19. фебруара о сељацима који су ослобођени кметске зависности, које је садржало 17 законских аката. Манифест је прочитан 5. марта 1861. године у црквама Руске империје. На основу начела Положенија од 19. фебруара у периоду 1863-1866. године спроведене су реформе села у Закавказју, Пољском царству и у Бесарабији, остварено је и обезбеђивање земљом државних и удеоних сељака.
Према Положенију од 19. фебруара сељаци су добили пуну личну слободу и право располагања својом имовином. Током две године сељаци су били у обавези да извршавају обавезе које су имали у претходном периоду. Они су остајали у положају привремене обавезаности све до тренутка док не би прешли на откуп. Спахије су задржавале власничко право над свом земљом која им је припадала. Међутим, истовремено су биле обавезне да дају сељацима насељене салаше на откуп, а, такође, и земљани удео на стално коришћење. Са тачке гледишта локалног племства, у питању је било насилно отимање дела његове имовине и оно то није опростило либералној бирократији.
Земљишни односи између спахија и сељака регулисани су уставним повељама, чије је добровољно потписивање од стране обе стране било непроменљив услов за прелазак на откуп. Ради решавања спорова између двеју страна и надзора над успостављеним органима сељачке самоуправе, именовани су посредници-миритељи из редова племства дате губерније. Они су различито схватали своје задатке, а међу њима је било и немало либерално настројених људи, но, уопште гледано, они су бранили интересе племства.

#### Коришћење земље од стране сељака
Главни предмет спорења у већини губернија била је величина сељачког удела. При припреми реформе, на инсистирање Самарина и Черкаског одбијено је ослобађање сељака без давања земље јер је то могло да доведе до стварања сељачког пролетеријата. Земљани удео сматран је за гаранцију везаности сељака за село, удовољавајући, истовремено, његовим вишевековним захтевима за земљом. Реформа од 19. фебруара решавала је питање власништва над земљом на врло конфузан начин. Нарушавајући право приватног власништва, истовремено је одбијала да прихвати традиционално гледиште сељака о томе да сва земља коју обрађује треба да припадне управо њему. Сељаци су добијали удеону земљу на основу права општинског коришћења, да би она након откупа постала општинско власништво. Излаз из општине био је изузетно отежан јер сељак није могао да се одрекне свог земљаног удела.
Норме земљаних удела успостављане су у зависности од локалних услова, а пре свега од плодности тла. Европски део Русије подељен је на три линије- нечерноземну, черноземну и степску. Унутар сваке од њих постојала је још детаљнија подела. За черноземну и нечерноземну линију установљене су виша и нижа норма земљаних удела, док је за степску линију предвиђена једна- указна норма. Уколико су, до ослобођења, сељаци обрађивали више земље него што је предвиђено према норми вишег удела на основу броја душа, та земља им је одузимана. Уколико њихови фактички удели нису достизали нижу норму, та земља би им се додавала. У черноземним губернијама та норма одузимање земље износило је 40-60% земљишта обрађиваног од стране сељака, што је, са њихове стране праведно оцењено као сурово обеземљавање. Уопште гледано, у Русији је удео одузете земље износио 20%. Одузимање, у главном у шумским, нечерноземним подручјима, није превазилазило 3%. Враћање земљаних одрезака представљао је главни захтев сељака током целог постреформског периода.
Посебно тежак био је положај сељака који су пристали на добијање бесплатног четвртинског гагаринског удела. То су у главном били сељаци степских, поволжских губернија, где је цена закупа земље није била велика. Сељаци су рачунали да ће земљу која ће им недостајати за правилно вођење газдинства моћи да изнајме од претходног господара. У стварности, закупнина на земљу је расла изузетно брзо и сељаци којима је земља поклоњена су се нашли у безизлазном положају. Уопште посматрано, реформа села довела је до масовне прерасподеле земљаног фонда, чији је основни део остао локалном племству, као и до обеземљивања сељака, чиме је отворено питање земље, које је постало главно питање руског друштвеног живота.

#### Операција откупа земље
Најважнији део реформе села била је операција откупа земље. Рок њеног трајања није установљен, те се прелаз сељака на откуп завршио тек крајем XIX века. Истина, већина сељака је изашла из категорије привремено обавезаних раније, најчешће по једностраном захтеву спахија. Суштина откупне операције лежала је у успостављању суме коју су сељаци били дужни да плате за свој удео у земљи и за своју личну слободу. Та сума није била у складу са тржишном ценом земље. Она је одређивана на основу изјаве спахије, у којој је указивао на рентабилност свога имања у последњих година. Годишњи приход, који је уједно сматран и максималним, износио је 6%. Након тога се издвајала сума која је, након полагања у банку уз камату од 6%, годишње доносила спахији његов пређашњи приход.
Приликом преласка на откуп, сељаци су били у обавези да спахији плате одмах или, што се ретко дешавало, на рате од по 20% укупне суме коју су морали да плате. То је био реалан новац које су спахије добијале у сваком случају. Осталу суму државна благајна је исплаћивала локалном племству путем вредносних папира, дајући мали проценат за техничко спровођење откупне операције. Стварна вредност вредносних папира (акције, државне обвезнице), при њиховом масовном појављивању на тржишту није одговарала њиховој номиналној вредности. Она је драстично опадала и, у стварности, спахије су у изузетно ретким случајевима и тек после много година могле да добију целу откупну суму. Осим тога, влада је од те суме одузимала све што су спахије биле дужне државној благајни.
Смисао откупне операције био је у очувању повољних услова вођења газдинства за спахије чија газдинства нису била под хипотеком, која су вођена рационално и која су могла да се, користећи добијена средства, прилагоде новим друштвено-економским односима. Мало локално племство осуђено је на потискивање из економског живота и било је принуђено, добивши на руке релативно велике суме за свој положај, да тражи излаз у војној или државној служби. Кредитирајући локално племство, држава није била на губитку. Сељаци су били у обавези да плаћају пуну откупну суму држави сваке године током 49 година. Откупнина је представљала тешко бреме за сеоско газдинство, а компликовани обрачун камате на сељачке дугове довео је до тога да до тренутка престанка плаћања откупнине, током Прве руске револуције, сељацили исплатили износ који је била двоструко већа од прорачунате и троструко већи од тржишне цене земљишта у време ослобођења. Дуготрајно финансијско оптерећење сељака спречило је развој тржишних односа на селу, до краја заоштривши друштвене неједнакости. Ова појава представљала је најкрупнију грешку либералне бирократије која је спроводила реформу.

#### Обшћина и сељачка самоуправа
Положеније од 19. фебруара сачувало је установу обшћине (рус. община), учвршћујући њено власништво над земљом, уводећи при томе сељачку самоуправу. На очувању обшћине посебно су инсистирали, полазећи од славенофилских претпоставки, Ј. Самарин и В. Черкаски, који су у обшћини видели средство које може да предупреди осиромашење и пролетеризацију сељака, те дати могућност да се избегне социјална експлозија. Обшћинска структура требало је да замени претходну власт спахија над сељацима. Обшћинска обвезница олакшавала је сакупљање пореза и извршење обавеза.
Са друге стране, сељачка самоуправа је почињала сеоског окупљања, на коме су сељаци, власници дворишта, бирали свог старешину и представнике за парохијски скуп. Сељачки скуп успостављао је правила обшћинског коришћења земље, одређивао време прерасподеле земље. Парохијски скуп је био задужен за састављање спискова за регрутацију и редовну војну обавезу. Он је бирао старешину и успостављао изборни парохијски суд, који је деловао на основу обичајног права. Сељачка самоуправа није представљала гаранцију од спахијске самовоље, али је у одређеној меру допринео расту самосвести код сељака.

#### Сељачки немири
Добивши слободу, бивши кметови били су незадовољни условима своје слободе. За борбу са сељачким незадовољством коришћене су војне команде. Сељаци су одбијали да састављају и потписују уставне повеље, верујући да ће уместо „подметнуте“ слободе, коју су им дале спахије, ускоро добити праву, „царску слободу“. Та вера довела је до настанка идеје „слушног часа“, чије су наступање очекивали до 19. фебруара 1863. године- управо тако су сељаци схватали двогодишњи рок извршења Положенија од 19. фебруара. Произвољно тумачење овог документа од стране сељака Антона Петрова, изазвало је у априлу 1861. године побуну у којој је учествовало више хиљада сељака из села Бездно у Казањској губернији. Током смиривања побуне од стране војне команде, према званичним подацима, погинуло је око 100 људи, док је Петров стрељан на основу пресуде војног суда. Током 1862-1863. године сељацима су морале да се силом намећу уставне повеље, а њихов отпор је сломљен оног тренутка када су се уверили да никакве нове слободе неће бити и да је идеја „слушног часа“ била илузорна. Размах сељачких побуна након укидања кметства био је мањи него што су очекивале власти. Међутим, потенцијал сељачког незадовољства био је огроман и испливао је на површину почетком ХХ века.
Укидање кметства био је најважнији догађај у историји Русије ХIX века. Овим је дошло до промене традиционалног уређења руске државности. Ослобађање сељака довело је до преображаја свих социјално-економских односа, мењало је друштвену структуру и правне односе. Његове најближе последице биле су остале реформе покренуте од стране Александра II. Озбиљност ове реформе најбоље илуструје објава славенофилског листа Дан, у којој пише да је 19. фебруара 1861. године започето ново рачунање времена у руској историји.

### План административних реформи
Укидање кметства неизбежно је са собом повлачило промене у области централне и локалне администрације, судског система и правних норми. У првом реду, било је потребно извршење коренитих промена у оним областима државне управе које су се заснивале на раду кметова и потпуној, полицијској зависности кметова од спахија. Модернизација друштвених односа је поставила на дневни ред питање трансформисања класне структуре руског друштва, одрицање од искључивих политичких и економских привилегија одређених слојева, утврђивање објективних, буржоаских начела класне једнакости и бескласности. Слобода предузетништва, која је постала услов економског развоја земље, наметала је усавршавање финансијских институција, одустајање од детаљне регулације.
У време припрема реформе села, ни влада, ни либерална бирократија, ни представници друштва, нису отварали питање целокупног система реформи, односно поступном спровођењу промена. Међу либералним бирократама, веза реформе села са неопходним променама у унутрашњем животу земље, схватала се само уопштено. Најближи сарадник великог кнеза Константина Николајевича, А.В. Головнин, саставио је непотпуни списак неодложних промена у које су спадале: верска толеранција, реформа суда и полиције, смањење државних расхода, укидање откупа, децентрализација административне управе. Према мери развоја реформаторске делатности, сфера промена се проширивала. Русија је преживљавала талас административно-правне модернизације.
Након 19. фебруара 1861. године, главни задатак власти било је смиривање слојева којих се реформа села највише тицала. Уступак племићима-земљопоседницима била је оставка главних владиних делатника у вези са реформом села- министра унутрашњих послова С.С. Ланског и његовог заменика Н.А. Миљутина. За новог министра унутрашњих послова постављен је П.А. Валуев, вешт и образован администратор. У септембру 1861. године Валуев је представио цару извештај о резултатима реформе села након 6 месеци од њеног спровођења. У извештају, Валуев је обавештавао цара да је у готово свим губернијама за кажњавање сељака коришћена војска, али је истовремено подвукао да је сада друштвени поредак успостављен свуда. Такође, Валуев је истакао да је покретање сељачког питања повукло за собом потезање и свих осталих питања, што је наишло на царево одобравање. Прва последица овог извештаја било је одређивање обавеза Савета министара, који је требало да постане место расправе о најважнијим државним питањима. Савет је радио под председништвом цара, а његова заседања личила су на заседања европских кабинета, одговорних пред представничким институцијама.
У јануару 1862. године Валуев је објавио званично саопштење о томе да се припремају реформе суда, земске и градске полиције, народног образовања, државног и удеоног села. Важну улогу у припреми даљих реформи играла су именовања на значајне положаје представника либералне бирократије- министар војни постао је Д.А. Миљутин, министар финансија М.Х. Рејтерн, министар правде Д.Н. Замјатин, а министар народног образовања А.В. Головнин. Они и њихови сарадници имали су задатак да приступе практичној разради наведених реформи. Контролу над припремом реформи цар је оставио за себе.

### Стабилизација финансијског система
Важан доказ решености владе да настави са реформском делатношћу  било је објављивање у јануару 1862. године списка прихода и расхода Руске империје, што је до тада представљало државну тајну. Ова објава је доживљена као празник транспарентности у државним пословима, чији је циљ био поновно успостављање поверења између страних финансијских кругова и руске владе, нарушено Кримским ратом и гласинама о астрономским размерама руског државног дуга. Пад вредности рубље, одбијање европских новчаних тржишта да дају зајмове руској влади, трошкови спровођења реформе села чинили су финансијске промене неопходним.
1860. године основана је Државна банка, која је заменила пређашње банкарске установе- Државну зајмодавну и Државну пословну банку. Задатак Државне банке био је централизовање кредитно-новчане политике. Делатност банке требало је да допринесе оживљавању привреде, трговине и пољопривредних газдинстава. Међутим, велике сметње овом подухвату представљао је недостатак средстава за кредитирање. Први управник Државне банке постао је дворски банкар А.Л. Штиглиц, кога је након шест година заменио Е.И. Лемански, представник либералне бирократије. 1862. године Штиглиц је успешно завршио преговоре у Паризу и Лондону о зајмовима, међутим, велики пожари у Петербургу у лето исте године, повезани са антивладином делатношћу нихилиста, као и устанак у Пољској из јануара 1863. године, учинили су добијање зајма при повољним условима немогућим. Кључна финансијска мера требало је да буде новчана реформа, одобрена у пролеће 1862. године. Она је подразумевала увођење слободне размене папирног новца за златне и сребрне монете. Одбијање давања кредита од стране Велике Британије и Француске довео је до прекида започете замене папирног новца. Идеји новчане реформе влада се вратила тек крајем XIX века.
Велику улогу у стабилизацији руског финансијског система имао је В.А. Татаринов, који је од 1863. године заузимао положај државног контролора. Он је реформисао Државну контролу- самосталну установу, која је надгледала законитост пристизања прихода, а водила је рачуна и о расходима свих државних институција. Државна контрола је добила право изненадних ревизија у практично свим државним установама, са изузетком Министарства двора. Татаринов је инсистирао на транспарентности буџета, а успео је и да изврши „хармонизацију касе“, што је подразумевало спровођење свих државних уплата и прихода кроз једну структуру- Министарство финансија. Министарства су изгубила право пребацивања средстава из једне тачке расхода у другу, као и право да скривају изворе прихода.
Учињен је и покушај усавршавања пореског система. Влада се није одлучила на претпостављено укидање опорезивања по броју душа унутар домаћинства, као ни на пребацивање дела пореског терета на племство. Одређену пометњу у систем финансијских пристизања, уносиле су уплате на име откупа. У условима осиромашења села и привредног застоја повећање директних пореза било је бесмислено и опасно.
Ради унапређења убирања посредних пореза извршено је укидање система откупа. Посебно незадовољство становништва изазивали су откупи вина, који су омогућили повећање профита трговаца који су производили и продавали вотку ниског квалитета. Током 1858-1859. године у земљи је дошло до стихијског настанка Покрета трезних. Сељаци у више од 30 губернија европске Русије су на сеоским већима одлучили да не пију вино и уништавали фабрике за производњу алкохолних пића. Покрет трезних је представљао вентил за друштвену напетост и показао је постојање одређених елемената свести сељачке средине, у којој је одрицање од пијанства сматрано неопходним условом бољег живота. Влада је била уплашена замајцем овог покрета, употребивши у циљу његовог смиривања војску, уз истовремено смањивање цене алкохолних пића и ограничавање злоупотреба трговаца. Од 1863. године уместо система откупа уведен је систем акциза, што је значило слободну продају вина уз услов исплате акцизног пореза, који су сакупљале специјално створене државне акцизне установе.

### Реформа земства
Најважнији догађај у животу Русије било је одобравање одредбе о покрајинским и окружним установама Земства од стране Александра II, 1. јануара 1864. године. Министарство унутрашњих послова неколико година је расправљало о питању локалне самоуправе унутар комисије коју је водио Н.А. Миљутин. Комисија је израдила пројекат организације власти у окрузима, по принципу изборности и универзалног статуса. Под Валујевом је настављен развој реформе локалне самоуправе. Идеја оживљавања сеоског живота била је привлачна, на њу се гледало као на средство којим се може одупрети административној самовољи на овим просторима и превазићи културна и економска заосталост региона.
Законом из 1864. прокламовано је оснивање покрајинских завода у окрузима и покрајинама. Њихови управни органи биле су земаљске и покрајинске скупштине, које су једном годишње решавале организациона и финансијска питања. Извршни окружни и покрајински комитети су радили непрекидно. Основ свих делатности земских установа представљало је право одређивања локалних пореза за текуће и посебне потребе. Земства су била одговорна за послове у вези са локалним економским користима и потребама. Земске установе су биле одговорне за уређење градова и села, народну просвету, медицину и здравство, ветерину, социјално старање, осигурање. Земства су морала да се старају о локалној трговини и индустрији, уређују локалне путеве и средства комуникације - путеве, мостове и трајектне прелазе, снабдевају складишта житом, граде цркве и одржавају затворе.
Земске институције су се поново бирале сваке три године, а земски избори су постали важан елемент јавног живота. Оне су се одвијале по куријама, што значи поделу бирача на класе, курије. Прву курију чинили су земљопоседници који су поседовали најмање 200 десетина земље, или лица која су поседовала друге велике поседе. Другу курију чинили су трговачки цехови, власници трговачких и индустријских објеката и власници градова. Треће по величини имање је било салаш. Припадали су јој сви земљопоседници сељаци. У прва два округа избори су били непосредни, а у трећем вишестепени: сеоско веће – скупштина бирача – конгрес окружних бирача. Представници племства и свештенства могли су се бирати у својству жупанијских и покрајинских изборника из треће курије. Из прве, врло малобројне курије, бирано је исто толико градоначелника као и из друге две. Систем курије одражавао је невољност самодржавне власти и племства да изгубе контролу над локалним животом. Као резултат тога, институције земства као свемоћног тела биле су заправо под контролом племства. Племство је било највише заступљено у покрајинским и окружним канцеларијама, где је било одговорно за расподелу покрајинских средстава и доношење одлука. У покрајинским покрајинским комитетима племство је чинило око 90 одсто, а сељаци само 1,5 одсто.
Власт је вишеструку административну и привредну делатност земства схватала као допуну функционисању бирократског државног апарата и строго их је регулисала. Установе земства биле су под контролом локалне власти, а губернатор је имао право „да заустави спровођење сваке одлуке установа земства која је супротна законима или општем добру”. Стварањем двостепене структуре земских установа на нивоу округа и покрајина, власти су категорички одбациле идеју о „крунисању зграде“, тј. о формирању сверуског представништва земства. Дугогодишња борба покрајинских чиновника, којима је главни јавни задатак био „крунисање здања“, била је неуспешна.
Централне и локалне власти су посебну пажњу посветиле активностима радника у области пољопривреде, међу којима су били лекари, наставници, ветеринари и статистичари. Они су представљали такозвани трећи елемент и били су друштвено најактивнији. Прва два елемента били су земство и чланови управних одбора. Функционери Земства били су у главном несебични и искрено одани служењу народу, прожети идејама просвећености и напретка. Међу њима је било много истакнутих локалних личности које су оставиле лепу успомену на себе. Земства су улагала велике напоре да развију школство и здравство и успоставе систем осигурања и кредитирања.
У почетку су институције земства уведене у великим руским губернијама, где је доминирало руско племство. Само 34 губерније у централној Русији биле су међу онима у којима су основана земства. Сибир и покрајине у европској Русији у којима није било племићких поседа и државна периферија били су искључени из њихове сфере деловања. Страх да би институције земства могле да добију политичку улогу није се огледала само у географским ограничењима реформе земства. Посебним циркуларима забрањивани су контакти између земстава и објављивање извештаја о састанцима земстава.
Валујев је покушао да повеже реформу Земства са реформом Државног савета. Припремио је нацрт по коме је Државни савет требало да се трансформише у дводомну представничку институцију. Међутим, цар је одбацио Валујевљеву идеју о народном представништву као уставну. Сличан пројекат великог кнеза Константина Николајевича, који је у успостављању „полупредставничких скупштина“ видео средство против олигархијских захтева племства, такође, није прихваћен.

### Градска самоуправа
Земљишна реформа је допуњена Урбанистичким правилником из 1870. који је припреман више од 10 година и који је имао за циљ трансформацију градске самоуправе. Потреба за оваквом реформом настала је услед брзог развоја градова као индустријских и трговачких центара и све већег броја урбаног становништва. У више од 500 руских градова уведени су органи градске управе, административне градске думе и извршна градска одељења. Бирани су на четири године, а предводио их је градоначелник. Право гласа имали су мушкарци од 25 и више година који су плаћали градске порезе и дажбине. Бирачи су били подељени у три класе, курије, према висини плаћеног пореза. Већина градског становништва – радника, ситних чиновника и интелигенције – која није имала имовину и није плаћала порез, није изашла на изборе. Норме заступљености курије биле су такве да су у градским већима доминирали капиталистички индустријалци, трговци и племићки земљопоседници.
Градске управе су се, као и земства, бавиле административним и економским питањима: осветљењем, грејањем и водоснабдевањем, градским саобраћајем, одржавањем улица и одлагањем смећа. Градили су школе, болнице, сиротишта за децу и старе, установе културе. Општинска већа су својим новцем бринула о одржавању ватрогасне јединице, општинске полиције, одржавању затвора и касарни. У свом свакодневном пословању били су релативно независни од локалне власти, која је била заинтересована да значајне суме новца из пореских прихода буду употребљене за развој локалне привреде. Све политичке иницијативе градске управе су одлучно сузбијене. Године 1870, када се Московско градско веће обратило Александру II, изразивши подршку дипломатским напорима Горчакова да укине услове Париског мира, обраћање је одбијено. Стидљиве жеље за слободом говора, савести и штампе садржане у обраћању власти су назвале непримереним уставним захтевом, па је градоначелник В. А. Черкаски морао да поднесе оставку.

### Реформа цензуре
Реформа цензуре спроведена је 1865. године. Стари систем, по коме се захтевало превентивно прегледање сваког штампаног издања, представљао је препреку за нормалну делатност штампе, оријентисану на стицање профита, чинећи немогућим издавање дневних новина, које су објављивале свеже новости усмерене на масовну читалачку публику. Разрадом реформе цензуре бавила се комисија Д.А. Оболенског, која је у потпуности одбијала предлоге друштвених делатника, засноване на захтевању слободе говора. Влада није одлучила да укине превентивну цензуру, већ је увела, у прво време само за престоничку штампу, казнену цензуру. Ово је практично значило да су периодична издања могла да излазе без претходне цензуре, али су, у случају да је у њиховим чланцима било неприличног материјала, уредник и издавач били подвргавани новчаним и административним казнама. У одређеним случајевима, периодично издање је могло или да буде забрањено или да се његово излажење привремено обустави. Казнена цензура отворила је могућност динамичног развоја штампе, али је, истовремено, осуђивала њихове сараднике на строгу самоцензуру.

### Војна реформа
Промене у војном министарству и армији трајала је доста година, с озбиром на то да су оне биле насушна потреба Русије, диктирана поразом у Кримском рату. Велики део ових промена био је у вези са делатношћу министра војног Д.А. Миљутина. Полазећи од неопходности слабљења бремена финансијских трошкова, Миљутин је смањио трајање војног рока до 15 година, оставивши могућност војницима да након 7 година службе оду на одсуство, што је допринело значајном смањењу армије у мирнодопским условима. При Миљутину је дошло до промене и услова служби нижих чинова- укинуто је телесно кажњавање, строго су се истраживали случајеви батинања војника и уведено је систематско описмењавање војника у командирским школама.
1864. године Миљутин је спровео реформу месне војне управе, којом је руска територија подељена на војне округе. Систем војних округа омогућио је приближавање управе војсци и обезбеђивала је брзо спровођење мобилизације, услед чега је представљао основу стабилности руске армије. 1865. године формиран је Главни штаб, који је постао централни орган управљања војском. Такође, дошло је до кардиналне реорганизације система припреме официра- пређашњи кадетски корпуси претворени су у војне гимназије, стварана су војна училишта, која су припремала официре. Отварана су и јункерска училишта, која су омогућавала приступ официрском чину људима неплемићког порекла. Стварање оптималног система војног образовања захтевало је ревизију програма и курсева Академије Генералштаба и других академија.
Велика пажња поклањала се боевој готовости. Војска је подељена на пољску и локалну, укинуте су армије и корпуси, а пешадија и коњица снабдевене су пушкама „Бердана“. Артиљерија је добила прве резане топове који су се затварали затварачем. Све ове мере створиле су основу за увођење опште војне обавезе.
По Уставу о општој војној обавези, потврђеном од стране Александра II 1. јануара 1874. године, војну службу дужни су били да обављају сва лица мушког пола узраста од 21 до 40 година. Рок активне службе у војсци одређен је на 6 година, а у морнарици на 7 година, са боравком у резерви од 9, односно 3 године. Након тог периода, војни обвезници превођени су у државну милицију, у коју су се убрајали сви који су били ослобођени од служења војног рока. Максималан рок службе предвиђен је за неписмени део становништва, који је током војне службе учио да чита, пише и рачуна. Војна обавеза допринела је значајном расту писмености мушког становништва у Русији.
Војна обавеза била је свеопшта и обухватала је све слојеве друштва, те је буржоаски принцип једнакости био израженији него у било којој другој реформи Александра II. Заједно са извршењем опште војне обавезе предвиђене су и многобројне олакшице и изузеци, чији је велики део био у вези са класним пореклом и материјалним статусом обвезника. Из верских и националних разлога од војне службе ослобођени су поједини народи Кавказа, Средње Азије, Казахстана, крајњег Севера и Далеког истока.
С обзиром да је бројно стање војске било мање од броја људи обухваћених војним позивом, обављање активне војне службе нису вршили сви. Уопште узев, у стварности је војну службу обављало свега 20-30% лица узраста обухваћеног војном обавезом. Део обвезника је ослобађан од војне службе из здравствених разлога. Осим тога, на служење војног рока нису позивани једини храниоци малолетне браће и сестара, једини синови у породици и они чији је старији брат служио у активној служби. На тај начин, половина обвезника ослобођена је војне обавезе. Остали су морали да прођу кроз жреб. Овако сложен систем остављао је могућност злоупотребе.
Спровођење војних реформи наишло је на противљење дела генералитета, на чијем челу се налазио фелдмаршал А.И. Барјатински. Миљутин је критикован зато што је ослабио улогу командног састава и бирократизацију армије. Руско-турски рат 1877-1878. показао је високу бојеву готовост јединица, као и добру стручност војника и официра. Војна реформа учинила је армију савременом, иако није изменила класни карактер официрског корпуса. Недостатак Миљутинових реформи био је недостатак пажње према интендантској служби, што се пројавило већ у руско-турском рату.

## Друштвено-политичка криза у Русији на прелазу 70-их и 80-их година ХIХ века

### Криза самодржавља
Након завршетка ослободилачког рата, Александар II је довео кнегињу Долгорукову у Зимски дворац, где јој је на трећем спрату дао три велике собе које су се сасвим подударале са његовим собама на другом спрату. Престолонаследник Александар, који је био веома привржен својој мајки и који је имао врло јасан хришћански поглед на породицу, био је тиме незадовољан. Сазнавши за то, царица Марија је, у жељи да сачува своје достојанство, почела да води још повученији живот и још више је постала недоступна. У вишим слојевима друштва, врло брзо су се шириле гласине о царевој вези с кнегињом Долгоруковом и велики његов део је осуђивао цареву „старачку слабост“, неки чиновници су били принуђени да лавирају, а неки су користили ситуацију, покушавајући да преко Долгорукове извуку корист за себе, знајући за њен велики утицај на цара.
У то време, цар је, услед свог одсуства, све текуће послове пребацио на престолонаследника, који је почео да активно учествује у саветовањима најважнијих државних установа и добија суштински утицај на унутрашњу политику. Међутим, проблеми су непрестано расли. У периоду 1879-1881. године Русију је тресла озбиљна социјално-политичка криза. Астрономски расходи из прошлог рата (1026 милиона рубаља), дипломатски пораз на Берлинском конгресу, тихо роптање на селу услед долазеће „црне прерасподеле“, стварање Народне воље, студентске побуне, низ покушаја атентата на цара довели су до озбиљног усијања унутрашње политичке ситуације.
Све више глас је подизала и земско-либерална опозиција, која је 1. априла 1879. године противзаконито организовала скуп у Москви, односно I општеземски скуп. Изјавивши о неопходности увођење уставног поретка у Русији, учесници скуба нису одлучили да створе некакву ефикасну земску организацију. Скуп је, такође, донео одлуку (неостварену) да организује протесте земских скупштина, који би захтевали политичке реформе. У тим условима, влада је била принуђена да тражи начин за стабилизацију ситуације. Одлуке врховне власти зависиле су од две групе које су се у њој током времена створиле. Прва група окупила се око великог кнеза Константина Николајевича, брата Александра II, и играла је велику улогу у припреми реформи 60-их и 70-их година XIX века. Њени чланови, у које су спадали и Д.А. Миљутин и П.А. Валујев, заговарали су продужетак реформи, док су у исто време подржавали жестоке репресије против револуционара-екстремиста. Друга група окупила се око престолонаследника, великог кнеза Александра и заступала је неограничену царску власт, прекид реформи, враћање на дореформско стање, полицијски режим. На тај начин, криза самодржавља се манифестовала кроз колебање власти и одсуство јединства унутар владајуће елите. Самодржавље је убрзано губило подршку друштва.
Током прве етапе кризе, влада је покушала да ојача свој положај појачавањем жандармско-полицијског терора и широком применом ванредних мера. У августу 1878. године, неколико дана након убиства шефа жандармерије, генерала Н.В. Мезенцова, објављен је указ о предају полицијских дела надзору војног суда, уз примену казжавања на основу војних закона. Ради организовања борбе с револуционарима, успостављена је детективска полиција, учестале су претраге и хапшења. Међутим, 1879. година није донела смиривање ситуације. 9. фебруара, револверским хицем је, враћајући се из позоришта, усмрћен харковски генерал-губернатор кнез Д.Н. Кропоткин. Након овога, 26. фебруара уследило је убиство полицијског агента В.Н. Рејнштајна у Москви, који је успео да разоткрије и изручи полицији руководство Северног савеза руских радника. 13. марта, Л.Ф. Мирски, достигавши на коњу кочију шефа жандармерије А.Р. Дрентељна, пуцао је у њега кроз прозор кочије, али је промашио.

### „Устав“ Лорис-Меликова
Врховна наредбодавна комисија трајала је свега 6 месеци да би након тога била укинута указом 6. августа 1880. године. Након тога уследила је реорганизација централних државних органа- укинуто је омражено III одељење цареве личне канцеларије и његова задужења предата су Министарству унутрашњих послова. За министра унутрашњих дела и шефа жандармерије именован је гроф Лорис-Меликов, који је 30. августа добио од цара највише државно одликовање- орден Светог Андреја Првозваног. Лорис-Меликов је наследио од својих претходника веома тешку ситуацију и за тако мало времена колико је провео на министарском положају није могао да га суштински поправи.
Иако су народновољци с времена на време подсећали на себе илегалним објавама и иако је Лорис-Меликов знао да су главни делатници те организације, наведени од стране ухапшеног Г.Д. Голденберга 1879. године као убице кнеза Д.Н. Кропоткина још увек на слободи, њега је обманула привремена обустава терористичких напада и почео је да мисли да је непријатељ скоро уништен или да је, у крајњем случају, врло ослабљен, не подозревајући колико је дубоко та организација пустила корене. Умирујући нестрпљење радикалнијих либерала у личним разговорима и преговорима, које је често упражњавао, Лорис-Меликов је у исто време предузео сенаторске ревизије у различитим губернијама Руске империје. Оне су имале позитивне последице, али су, уопште гледано, биле недовољне услед захтева радикално измењеног друштвеног и економског поретка за потпуног променом форми локалног живота.
Након именовања Лориса-Меликова за министра унутрашњих послова, страна штампа је ликовала уз предсказивала ново, срећно и мирно доба за Русију, као и безбедност и очишћење државе од револуционарно-анархистичко-социјалистичког покрета. Многи су очекивали да ће се он бавити насушно потребном изменом губернијске администрације, помоћи да се спроведу у живот земски елементи, да се повежу различите снаге унутар земства и да ће дати парохији и срезу тај разумни и самосталан живот, који ће постати угаони камен развоја народног благостања и залог правилне везе народа и цара-самодржца. Са своје стране, штампа је, након упознавања са Лорис-Меликовим, очекивала светлу будућност и значајне слободе. Књижевни кругови свих праваца осећали су се охрабреним. Створен је комитет за ревизију положаја штампе. Међутим, мало по мало, све се враћало у претходно стање, које је било неодређено и магловито.
Дана 28. јануара 1881. године Лорис-Меликов је представио цару свој програм. У првом делу програма предлагано је: проширење права земства и штампе, делимична децентрализација административне управе, одређене финансијске и економске мере, у том смислу и завршетак реформе села и смањење сељачких дажбина. Разраду тих мера требало је да спроведу привремене комисије за припрему, успостављене у Петербургу, уз широко учешће представника земства и градских дума. Припремљени материјали би били послати у Општу комисију, а затим у Државни савет, где би, такође, били укључени изабрани губернијски делегати. Овај програм познат је под називом „Устав Лорис-Меликова“. Пројекат је разматран на Специјалном саветовању и у начелу је одобрен. 17. фебруара 1881. године Александар II је потврдио записник Специјалног саветовања, а крајем фебруару је на основу тога припремљен пројекат владиног саопштења. Ујутру 1. марта 1881. године Александар II је одобрио пројекат владиног саопштења о сазиву представника земства и предао га Валуеву. Разматрање тог питања у Савету министара заказано је за 4. март. Међутим, убиство Александра II је у потпуности изменило ход догађаја, прекинувши реформаторску делатност цара.

### Убиство Александра II
У недељу 1. марта 1881. године, император је, по обичају који је успоставио још цар Павле, присуствовао смени страже. У два сата поподне Александар II се возио у карети у пратњи обичног конвоја из Михајловског дворца по Инжењерској улици. Отишавши на насип Јекатерининског канала, карета је кренула ка Позоришном мосту. На отприлике 100 метара од угла Инжењерске улице, у 14:15, дошло је до жестоке експлозије под каретом. Два козака и дечак који је вукао таљиге, лежали су на земљи. Александар II, који је остао читав и неповређен, пришао је рањенима, а затим је кренуо у правцу ухваћеног злочинца Рисакова, који је себе називао буржујем Глазовим. Један од официра у маси, не препознавши цара у први мах, питао је: „Шта је са господарем?“ На то је цар, осврнувши се и не досежући ни десет корака до Рисакова, рекао: „Хвала Богу, ја сам читав, него, ево...“, показујући на козака и дечака који је вриштао од бола, а који су лежали око карете. Чувши цареве речи, злурадо се осмехнувши, Рисаков је викнуо: „Да ли је још увек тренутак за „Хвала Богу“?“ Тек што је цар направио неколико корака ка фијакеру, Гриневицки му је бацио бомбу право под ноге. Разлегла се труга страшна експлозија. Када се разишао дим, очевици су затекли страшан призор. Међу повређенима и рањенима нашао се и цар. Наслонивши се леђима на решетке канала, држећи се рукама за тротоар, без шињела и капе, Александар II се, крвав и тешко дишући, налазио у полуседећем положају. Ноге су му били раздробљене, крв је у потоцима текла са њих, мишићи су му висили у комадима, а лице му је било окрвављено. Након тога, цар је пребачен у Зимски дворац, где је преминуо у 15:35. Осим цара, током услед експлозије је страдало још 20 људи, од којих је троје преминуло, укључујући и Гриневицког. Погреб Александра II се одиграо 15. марта и био је изузетно тужан.
Након суђења, 3. априла, на Семеновском тргу, кажњено је пет учесника цареубиства: Андреј Жељабов, Софија Перовска, Николај Кибаљчич, Николај Рисаков и Тимофеј Михајлов. То је била последња јавна смртна казна у Русији.

## Породица
Александар II и царица Марија Александровна имали су осморо деце. Њихов најстарији син, престолонаследник Николај (1843—1865), верио се у лето 1864. године данском принцезом Дагмар (1847—1928), ћерком данског краља Кристијана IX (1818—1906) и краљице Лујзе (1817—1898). На самртној постељи Николај је своју вереницу уступио две године млађем брату Александру, који је након братовљеве смрти постао престолонаследник. Принцеза Дагмар је након преласка у православље добила име Марија Фјодоровна. Велики кнез Александар и Марија су се венчали 9. новембра 1866. године.
У току живота, цар је имао неколико ванбрачних веза, а наводи се и седморо ванбрачне деце. У другом браку са Катарином Долгоруковом, имао је четворо ванбрачне деце.

### Тајно венчање са Катарином Долгоруковом
Почетком маја 1880. године потегнуто је питање пресељења царице Марије Александровне у Царско село. Међутим, доктори су се већ на самом почетку успротивили томе. Њено здравље се све више погоршавало, кашаљ и гушење јој нису давали мира. Након дуге болести плућа, царица је преминула у Зимском дворцу у својој 56. години. Сазнавши о њеној смрти, Александар II је из Царског села специјалним возом дошао у Петербург. Након њене смрти, осим завештања у вези са судбином њене покретне и непокретне имовине, нађено је и већ давно написано писмо Александру II, у коме му је захваљивала за срећан живот који је проживела поред њега. Осим тога, на њеном столу остали су раштркани листови папира, који су садржали њене жеље у вези са сопственом сахраном. Након четири дана, њени посмртни остаци пренети су у Петропавловски сабор, а сахрана се одиграла 28. маја.
Већина оних који су тих дана видели цара, били су запрепашћени његовим болесним изгледом- постао је потпуно сед, лице му је одражавало стални умор, а очи тугу и безнађе. Његови напади астме још више су се појачали, што је му је донело велике муке. Једина средина у којој је налазио мир била је Катарина Долгорукова и њихово троје деце. Након завршетка Петровског поста, 6. јула, у Великом дворцу у Царском селу, одиграла се церемонија венчања Александра II и кнегиње Долгорукове, са којом је био у емотивној вези током 14 година. Исте вечери, цар је потписао указ Сенату којим је признао своје очинство над децом коју је имао са својом другом супругом, чиме је њихов положај постао уређен законом. Према писању историчара Всеволода Николајева, оно што је највише растуживало цара био је однос његове браће и синова, а посебно њихових жена, према његовој другој супрузи. Они су били узнемирени чињеницом да цар није нашао за сходно да испоштује период од годину дана жалости због смрти своје прве супруге, којој су по целој Русији служили опела и за коју се молило њено читаво православно становништво. Александар II је, са друге стране, сматрао свој брак са Долгоруковом дугом части и савести.

У то време, већина великих кнежева је имала љубавнице и друге породице, осим званичних, али су они, за разлику од цара, ћутали о њима пред јавним мњењем, бојећи се губитка свог угледа и свог положаја. Александар II је, ступивши у свој други брак, озбиљно уздрмао свој положај унутар породице и нема сумње да му је сукоб са најмилијима, поред нестабилности које су потресале руско друштво, врло тешко падао. Без обзира на своју личну храброст и за њега карактеристичан фатализам, цар је стално био свестан тога да му је живот свакодневно угрожен. Под утицајем таквих предосећаја, Александар II је још 8. септембра 1876. године написао врло детаљно завештање, у коме није заборавио никог из своје многобројне породице и њему блиских људи. 1880. године, он се поново, током боравка у Ливадији, враћа свом завештању, којим је уредио и положај своје младе супруге и њихове деце, обезбедивши их са 3 милиона рубаља. Свом завештању, цар је прикључио и писмо адресирано на престолонаследника, датирано на 8. новембар 1880. године.

### Супружник
| име                  | слика | датум рођења    | датум смрти  |
| -------------------- | ----- | --------------- | ------------ |
| Марија Александровна |       | 8. август 1824. | 8. јун 1880. |

### Деца
| име                          | слика | датум рођења        | датум смрти        | супружник                                         |
| ---------------------------- | ----- | ------------------- | ------------------ | ------------------------------------------------- |
| Александра Александровна     |       | 30. август 1842.    | 10. јул 1849.      | умрла у детињству од менингитиса                  |
| Николај Александрович        |       | 20. септембар 1843. | 24. април 1865.    | умро у младости од менингитиса                    |
| Александар III Александрович |       | 10. март 1845.      | 20. октобар 1894.  | Марија Фјодоровна                                 |
| Владимир Александрович       |       | 22. април 1847.     | 17. фебруар 1909.  | Марија од Мекленбург-Шверина                      |
| Алексеј Александрович        |       | 14. јануар 1850.    | 14. новембар 1908. | Александра Жуковска, нису се венчали; имали сина; |
| Марија Александровна         |       | 17. октобар 1853.   | 24. октобар 1920.  | Алфред од Сакс-Кобурга и Готе                     |
| Сергеј Александрович         |       | 11. мај 1857.       | 17. фебруар 1905.  | Елизабета од Хесена и Рајне                       |
| Павле Александрович          |       | 3. октобар 1860.    | 30. јануар 1919.   | Александра од Грчке и Данске                      |

## Породично стабло
|  |                                                                    |  |  |  |  |  |  |  |  |  |  |  |  |  |  |  |
|  | 16. Карл Фридрих, војвода од Холштајн-Готорпа                      |  |  |  |  |  |  |  |  |  |  |  |  |  |  |  |
|  |                                                                    |  |  |  |  |  |  |  |  |  |  |  |  |  |  |  |
|  |                                                                    |  |  |  |  |  |  |  |  |  |  |  |  |  |  |  |
|  | 8. Петар III Фјодорович                                            |  |  |  |  |  |  |  |  |  |  |  |  |  |  |  |
|  |                                                                    |  |  |  |  |  |  |  |  |  |  |  |  |  |  |  |
|  |                                                                    |  |  |  |  |  |  |  |  |  |  |  |  |  |  |  |
|  | 17. Ана Петровна                                                   |  |  |  |  |  |  |  |  |  |  |  |  |  |  |  |
|  |                                                                    |  |  |  |  |  |  |  |  |  |  |  |  |  |  |  |
|  |                                                                    |  |  |  |  |  |  |  |  |  |  |  |  |  |  |  |
|  | 4. Павле I Петрович                                                |  |  |  |  |  |  |  |  |  |  |  |  |  |  |  |
|  |                                                                    |  |  |  |  |  |  |  |  |  |  |  |  |  |  |  |
|  |                                                                    |  |  |  |  |  |  |  |  |  |  |  |  |  |  |  |
|  | 18. Кристијан Август, кнез од Анхалт-Зербста                       |  |  |  |  |  |  |  |  |  |  |  |  |  |  |  |
|  |                                                                    |  |  |  |  |  |  |  |  |  |  |  |  |  |  |  |
|  |                                                                    |  |  |  |  |  |  |  |  |  |  |  |  |  |  |  |
|  | 9. Катарина Велика                                                 |  |  |  |  |  |  |  |  |  |  |  |  |  |  |  |
|  |                                                                    |  |  |  |  |  |  |  |  |  |  |  |  |  |  |  |
|  |                                                                    |  |  |  |  |  |  |  |  |  |  |  |  |  |  |  |
|  | 19. Јохана Елизабета од Холштајн-Готорпа                           |  |  |  |  |  |  |  |  |  |  |  |  |  |  |  |
|  |                                                                    |  |  |  |  |  |  |  |  |  |  |  |  |  |  |  |
|  |                                                                    |  |  |  |  |  |  |  |  |  |  |  |  |  |  |  |
|  | 2. Николај I Павлович                                              |  |  |  |  |  |  |  |  |  |  |  |  |  |  |  |
|  |                                                                    |  |  |  |  |  |  |  |  |  |  |  |  |  |  |  |
|  |                                                                    |  |  |  |  |  |  |  |  |  |  |  |  |  |  |  |
|  | 20. Карл Александар, војвода од Виртемберга                        |  |  |  |  |  |  |  |  |  |  |  |  |  |  |  |
|  |                                                                    |  |  |  |  |  |  |  |  |  |  |  |  |  |  |  |
|  |                                                                    |  |  |  |  |  |  |  |  |  |  |  |  |  |  |  |
|  | 10. Фридрих II Еуген                                               |  |  |  |  |  |  |  |  |  |  |  |  |  |  |  |
|  |                                                                    |  |  |  |  |  |  |  |  |  |  |  |  |  |  |  |
|  |                                                                    |  |  |  |  |  |  |  |  |  |  |  |  |  |  |  |
|  | 21. Марија Аугуста од Турна и Таксиса                              |  |  |  |  |  |  |  |  |  |  |  |  |  |  |  |
|  |                                                                    |  |  |  |  |  |  |  |  |  |  |  |  |  |  |  |
|  |                                                                    |  |  |  |  |  |  |  |  |  |  |  |  |  |  |  |
|  | 5. Марија Фјодоровна                                               |  |  |  |  |  |  |  |  |  |  |  |  |  |  |  |
|  |                                                                    |  |  |  |  |  |  |  |  |  |  |  |  |  |  |  |
|  |                                                                    |  |  |  |  |  |  |  |  |  |  |  |  |  |  |  |
|  | 22. Фридрих Вилхелм, маркгроф од Бранденбург-Швета                 |  |  |  |  |  |  |  |  |  |  |  |  |  |  |  |
|  |                                                                    |  |  |  |  |  |  |  |  |  |  |  |  |  |  |  |
|  |                                                                    |  |  |  |  |  |  |  |  |  |  |  |  |  |  |  |
|  | 11. Фредерика Доротеја од Бранденбург-Швета                        |  |  |  |  |  |  |  |  |  |  |  |  |  |  |  |
|  |                                                                    |  |  |  |  |  |  |  |  |  |  |  |  |  |  |  |
|  |                                                                    |  |  |  |  |  |  |  |  |  |  |  |  |  |  |  |
|  | 23. Софија Доротеја од Пруске                                      |  |  |  |  |  |  |  |  |  |  |  |  |  |  |  |
|  |                                                                    |  |  |  |  |  |  |  |  |  |  |  |  |  |  |  |
|  |                                                                    |  |  |  |  |  |  |  |  |  |  |  |  |  |  |  |
|  | 1. Александар II Николајевич                                       |  |  |  |  |  |  |  |  |  |  |  |  |  |  |  |
|  |                                                                    |  |  |  |  |  |  |  |  |  |  |  |  |  |  |  |
|  |                                                                    |  |  |  |  |  |  |  |  |  |  |  |  |  |  |  |
|  | 24. Аугуст Вилхелм од Пруске                                       |  |  |  |  |  |  |  |  |  |  |  |  |  |  |  |
|  |                                                                    |  |  |  |  |  |  |  |  |  |  |  |  |  |  |  |
|  |                                                                    |  |  |  |  |  |  |  |  |  |  |  |  |  |  |  |
|  | 12. Фридрих Вилхелм II                                             |  |  |  |  |  |  |  |  |  |  |  |  |  |  |  |
|  |                                                                    |  |  |  |  |  |  |  |  |  |  |  |  |  |  |  |
|  |                                                                    |  |  |  |  |  |  |  |  |  |  |  |  |  |  |  |
|  | 25. Лујза од Брауншвајг-Волфенбитела                               |  |  |  |  |  |  |  |  |  |  |  |  |  |  |  |
|  |                                                                    |  |  |  |  |  |  |  |  |  |  |  |  |  |  |  |
|  |                                                                    |  |  |  |  |  |  |  |  |  |  |  |  |  |  |  |
|  | 6. Фридрих Вилхелм III                                             |  |  |  |  |  |  |  |  |  |  |  |  |  |  |  |
|  |                                                                    |  |  |  |  |  |  |  |  |  |  |  |  |  |  |  |
|  |                                                                    |  |  |  |  |  |  |  |  |  |  |  |  |  |  |  |
|  | 26. Лудвиг IX од Хесен-Дармштата                                   |  |  |  |  |  |  |  |  |  |  |  |  |  |  |  |
|  |                                                                    |  |  |  |  |  |  |  |  |  |  |  |  |  |  |  |
|  |                                                                    |  |  |  |  |  |  |  |  |  |  |  |  |  |  |  |
|  | 13. Фредерика Лујза од Хесен-Дармштата                             |  |  |  |  |  |  |  |  |  |  |  |  |  |  |  |
|  |                                                                    |  |  |  |  |  |  |  |  |  |  |  |  |  |  |  |
|  |                                                                    |  |  |  |  |  |  |  |  |  |  |  |  |  |  |  |
|  | 27. Каролина Хенриета Кристина Филипина Луиза од Пфалц-Цвајбрикена |  |  |  |  |  |  |  |  |  |  |  |  |  |  |  |
|  |                                                                    |  |  |  |  |  |  |  |  |  |  |  |  |  |  |  |
|  |                                                                    |  |  |  |  |  |  |  |  |  |  |  |  |  |  |  |
|  | 3. Александра Фјодоровна                                           |  |  |  |  |  |  |  |  |  |  |  |  |  |  |  |
|  |                                                                    |  |  |  |  |  |  |  |  |  |  |  |  |  |  |  |
|  |                                                                    |  |  |  |  |  |  |  |  |  |  |  |  |  |  |  |
|  | 28. Карл Лудвиг Фридрих од Мекленбург-Штрелица                     |  |  |  |  |  |  |  |  |  |  |  |  |  |  |  |
|  |                                                                    |  |  |  |  |  |  |  |  |  |  |  |  |  |  |  |
|  |                                                                    |  |  |  |  |  |  |  |  |  |  |  |  |  |  |  |
|  | 14. Карл II од Мекленбург-Штрелица                                 |  |  |  |  |  |  |  |  |  |  |  |  |  |  |  |
|  |                                                                    |  |  |  |  |  |  |  |  |  |  |  |  |  |  |  |
|  |                                                                    |  |  |  |  |  |  |  |  |  |  |  |  |  |  |  |
|  | 29. Елизабета Албертина од Сакс-Хилдбургхаузена                    |  |  |  |  |  |  |  |  |  |  |  |  |  |  |  |
|  |                                                                    |  |  |  |  |  |  |  |  |  |  |  |  |  |  |  |
|  |                                                                    |  |  |  |  |  |  |  |  |  |  |  |  |  |  |  |
|  | 7. Лујза од Мекленбург-Штрелица                                    |  |  |  |  |  |  |  |  |  |  |  |  |  |  |  |
|  |                                                                    |  |  |  |  |  |  |  |  |  |  |  |  |  |  |  |
|  |                                                                    |  |  |  |  |  |  |  |  |  |  |  |  |  |  |  |
|  | 30. Вилхелм од Хесен-Дармштата                                     |  |  |  |  |  |  |  |  |  |  |  |  |  |  |  |
|  |                                                                    |  |  |  |  |  |  |  |  |  |  |  |  |  |  |  |
|  |                                                                    |  |  |  |  |  |  |  |  |  |  |  |  |  |  |  |
|  | 15. Фредерика од Хесен-Дармштата                                   |  |  |  |  |  |  |  |  |  |  |  |  |  |  |  |
|  |                                                                    |  |  |  |  |  |  |  |  |  |  |  |  |  |  |  |
|  |                                                                    |  |  |  |  |  |  |  |  |  |  |  |  |  |  |  |
|  | 31. Марија Луиза Албертина од Лејнинген-Дагсбург-Фалкенбурга       |  |  |  |  |  |  |  |  |  |  |  |  |  |  |  |
|  |                                                                    |  |  |  |  |  |  |  |  |  |  |  |  |  |  |  |
|  |                                                                    |  |  |  |  |  |  |  |  |  |  |  |  |  |  |  |